# Segunda fase de la Copa Mundial de Fútbol de 1994
La segunda fase de la Copa Mundial de la FIFA 1994 fue la última etapa del mencionado campeonato, organizado en los Estados Unidos. Comenzó el 2 de julio de 1994 y terminó el 17 de julio de 1994 con la final en el Rose Bowl de Pasadena, California.
Dieciséis equipos avanzaron a la fase eliminatoria para competir en un torneo de eliminación simple: los dos mejores equipos de cada uno de los seis grupos, así como los cuatro mejores terceros clasificados. En los octavos de final, los cuatro terceros clasificados jugaron contra los cuatro ganadores de los grupos A a D, mientras que los dos vencedores de los grupos E y F se enfrentaron a dos de los segundos clasificados; por otra parte, los cuatro segundos clasificados restantes se emparejaron entre ellos. Los triunfadores de los partidos de octavos de final se cruzaron en los cuartos de final, cuyos ganadores se enfrentaron entre sí en las semifinales.
Los encuentros de cada ronda se disputaron a partido único; en caso de empate después de los 90 minutos, los equipos jugarían 30 minutos adicionales de prórroga, divididos en dos mitades de 15 minutos, para determinar el ganador. Si la igualdad se mantenía tras el tiempo suplementario, los equipos ejecutarían una definición por penales.
El día anterior a la final también se celebró un partido por el tercer puesto entre los dos equipos perdedores de las semifinales.

## Equipos clasificados
Los dos primeros equipos de cada uno de los seis grupos, más los cuatro terceros equipos mejor ubicados, clasificaron para la fase eliminatoria.
| Grupo | Ganadores    | Segundos       | Terceros (mejores clasificados) |
| ----- | ------------ | -------------- | ------------------------------- |
| A     | Rumania      | Suiza          | Estados Unidos                  |
| B     | Brasil       | Suecia         | —                               |
| C     | Alemania     | España         | —                               |
| D     | Nigeria      | Bulgaria       | Argentina                       |
| E     | México       | Irlanda        | Italia                          |
| F     | Países Bajos | Arabia Saudita | Bélgica                         |

### Mejores terceros
Los cuatro mejores equipos de estos seis se determinó de la siguiente manera:
- Mayor número de puntos obtenidos en todos los partidos de grupo;
- Diferencia de goles en todos los partidos de grupo;
- Mayor número de goles marcados en todos los partidos de grupo;
- Sorteo por parte de la comisión organizadora de la FIFA.

| Selección      | Grupo | Pts. | PJ | PG | PE | PP | GF | GC | Dif. |
| -------------- | ----- | ---- | -- | -- | -- | -- | -- | -- | ---- |
| Argentina      | D     | 6    | 3  | 2  | 0  | 1  | 6  | 3  | 3    |
| Bélgica        | F     | 6    | 3  | 2  | 0  | 1  | 2  | 1  | 1    |
| Estados Unidos | A     | 4    | 3  | 1  | 1  | 1  | 3  | 3  | 0    |
| Italia         | E     | 4    | 3  | 1  | 1  | 1  | 2  | 2  | 0    |
| Rusia          | B     | 3    | 3  | 1  | 0  | 2  | 7  | 6  | 1    |
| Corea del Sur  | C     | 2    | 3  | 0  | 2  | 1  | 4  | 5  | -1   |

Según los resultados de los grupos, los partidos serían los siguientes en octavos de final:
| Octavos de final | Equipos por posiciones en los grupos clasificados | Equipos identificados   |
| ---------------- | ------------------------------------------------- | ----------------------- |
| Partido 1:       | A1 – C3/D3/E3                                     | Rumania – Argentina     |
| Partido 2:       | B2 – F2                                           | Suecia – Arabia Saudita |
| Partido 3:       | F1 – E2                                           | Países Bajos – Irlanda  |
| Partido 4:       | B1 – A3/C3/D3                                     | Brasil – Estados Unidos |
| Partido 5:       | E1 – D2                                           | México – Bulgaria       |
| Partido 6:       | C1 – A3/B3/F3                                     | Alemania – Bélgica      |
| Partido 7:       | D1 – B3/E3/F3                                     | Nigeria – Italia        |
| Partido 8:       | A2 – C2                                           | Suiza – España          |

Los emparejamientos para los partidos 1, 4, 6 y 7 dependieron de quiénes fueron los mejores terceros lugares que clasificaron a los octavos de final. La siguiente tabla, publicada en la Sección 28 del reglamento del torneo, muestra las diferentes opciones para definir los rivales de los ganadores de los grupos A, B, C y D.
     Combinación según los cuatro equipos clasificados
| Los terceros se clasifican de los grupos: | Rumania (A1) juega vs.: | Brasil (B1) juega vs.: | Alemania (C1) juega vs.: | Nigeria (D1) juega vs.: |
| ----------------------------------------- | ----------------------- | ---------------------- | ------------------------ | ----------------------- |
| A B C D                                   | C3                      | D3                     | A3                       | B3                      |
| A B C E                                   | C3                      | A3                     | B3                       | E3                      |
| A B C F                                   | C3                      | A3                     | B3                       | F3                      |
| A B D E                                   | D3                      | A3                     | B3                       | E3                      |
| A B D F                                   | D3                      | A3                     | B3                       | F3                      |
| A B E F                                   | E3                      | A3                     | B3                       | F3                      |
| A C D E                                   | C3                      | D3                     | A3                       | E3                      |
| A C D F                                   | C3                      | D3                     | A3                       | F3                      |
| A C E F                                   | C3                      | A3                     | F3                       | E3                      |
| A D E F                                   | D3                      | A3                     | F3                       | E3                      |
| B C D E                                   | C3                      | D3                     | B3                       | E3                      |
| B C D F                                   | C3                      | D3                     | B3                       | F3                      |
| B C E F                                   | E3                      | C3                     | B3                       | F3                      |
| B D E F                                   | E3                      | D3                     | B3                       | F3                      |
| C D E F                                   | C3                      | D3                     | F3                       | E3                      |

## Desarrollo
|  | Octavos de final           | Octavos de final         |                             |       | Cuartos de final             | Cuartos de final             |                           |                           | Semifinales | Semifinales |  |  | Final | Final |
|  |                            |                          |                             |       |                              |                              |                           |                           |             |             |  |  |       |       |
|  | 3 de julio – Los Ángeles   |                          |                             |       |                              |                              |                           |                           |             |             |  |  |       |       |
|  |                            |                          |                             |       |                              |                              |                           |                           |             |             |  |  |       |       |
|  | Rumania                    | 3                        |                             |       |                              |                              |                           |                           |             |             |  |  |       |       |
|  | Rumania                    | 3                        | 10 de julio – San Francisco |       |                              |                              |                           |                           |             |             |  |  |       |       |
|  | Argentina                  | 2                        |                             |       |                              |                              |                           |                           |             |             |  |  |       |       |
|  | Argentina                  | 2                        | Rumania                     | 2 (4) |                              |                              |                           |                           |             |             |  |  |       |       |
|  | 3 de julio – Dallas        |                          | Rumania                     | 2 (4) |                              |                              |                           |                           |             |             |  |  |       |       |
|  |                            | Suecia (p.)              | 2 (5)                       |       |                              |                              |                           |                           |             |             |  |  |       |       |
|  | Arabia Saudita             | Suecia (p.)              | 2 (5)                       | 1     |                              |                              |                           |                           |             |             |  |  |       |       |
|  | Arabia Saudita             |                          | 13 de julio – Los Ángeles   | 1     |                              |                              |                           |                           |             |             |  |  |       |       |
|  | Suecia                     | 3                        |                             |       |                              |                              |                           |                           |             |             |  |  |       |       |
|  | Suecia                     | 3                        | Suecia                      | 0     |                              |                              |                           |                           |             |             |  |  |       |       |
|  | 4 de julio – Orlando       |                          | Suecia                      | 0     |                              |                              |                           |                           |             |             |  |  |       |       |
|  |                            | Brasil                   | 1                           |       |                              |                              |                           |                           |             |             |  |  |       |       |
|  | Países Bajos               | Brasil                   | 1                           | 2     |                              |                              |                           |                           |             |             |  |  |       |       |
|  | Países Bajos               | 9 de julio – Dallas      |                             | 2     |                              |                              |                           |                           |             |             |  |  |       |       |
|  | Irlanda                    | 0                        |                             |       |                              |                              |                           |                           |             |             |  |  |       |       |
|  | Irlanda                    | 0                        | Países Bajos                | 2     |                              |                              |                           |                           |             |             |  |  |       |       |
|  | 4 de julio – San Francisco |                          | Países Bajos                | 2     |                              |                              |                           |                           |             |             |  |  |       |       |
|  |                            | Brasil                   | 3                           |       |                              |                              |                           |                           |             |             |  |  |       |       |
|  | Brasil                     | Brasil                   | 3                           | 1     |                              |                              |                           |                           |             |             |  |  |       |       |
|  | Brasil                     |                          | 17 de julio – Los Ángeles   | 1     |                              |                              |                           |                           |             |             |  |  |       |       |
|  | Estados Unidos             | 0                        |                             |       |                              |                              |                           |                           |             |             |  |  |       |       |
|  | Estados Unidos             | 0                        | Brasil (p.)                 | 0 (3) |                              |                              |                           |                           |             |             |  |  |       |       |
|  | 5 de julio – Nueva York    |                          | Brasil (p.)                 | 0 (3) |                              |                              |                           |                           |             |             |  |  |       |       |
|  |                            | Italia                   | 0 (2)                       |       |                              |                              |                           |                           |             |             |  |  |       |       |
|  | México                     | Italia                   | 0 (2)                       | 1 (1) |                              |                              |                           |                           |             |             |  |  |       |       |
|  | México                     | 10 de julio – Nueva York |                             | 1 (1) |                              |                              |                           |                           |             |             |  |  |       |       |
|  | Bulgaria (p.)              | 1 (3)                    |                             |       |                              |                              |                           |                           |             |             |  |  |       |       |
|  | Bulgaria (p.)              | 1 (3)                    | Bulgaria                    | 2     |                              |                              |                           |                           |             |             |  |  |       |       |
|  | 2 de julio – Chicago       |                          | Bulgaria                    | 2     |                              |                              |                           |                           |             |             |  |  |       |       |
|  |                            | Alemania                 | 1                           |       |                              |                              |                           |                           |             |             |  |  |       |       |
|  | Alemania                   | Alemania                 | 1                           | 3     |                              |                              |                           |                           |             |             |  |  |       |       |
|  | Alemania                   |                          | 13 de julio – Nueva York    | 3     |                              |                              |                           |                           |             |             |  |  |       |       |
|  | Bélgica                    | 2                        |                             |       |                              |                              |                           |                           |             |             |  |  |       |       |
|  | Bélgica                    | 2                        | Bulgaria                    | 1     |                              |                              |                           |                           |             |             |  |  |       |       |
|  | 2 de julio – Washington    |                          | Bulgaria                    | 1     |                              |                              |                           |                           |             |             |  |  |       |       |
|  |                            | Italia                   | 2                           |       | Partido por el tercer puesto | Partido por el tercer puesto |                           |                           |             |             |  |  |       |       |
|  | España                     | Italia                   | 2                           | 3     | Partido por el tercer puesto | Partido por el tercer puesto |                           |                           |             |             |  |  |       |       |
|  | España                     | 9 de julio – Boston      | 9 de julio – Boston         | 3     |                              |                              | 16 de julio – Los Ángeles | 16 de julio – Los Ángeles |             |             |  |  |       |       |
|  | Suiza                      | 9 de julio – Boston      | 9 de julio – Boston         | 0     |                              |                              | 16 de julio – Los Ángeles | 16 de julio – Los Ángeles |             |             |  |  |       |       |
|  | Suiza                      | España                   | 1                           | 0     | Suecia                       | 4                            |                           |                           |             |             |  |  |       |       |
|  | 5 de julio – Boston        | España                   | 1                           |       | Suecia                       | 4                            |                           |                           |             |             |  |  |       |       |
|  |                            | Italia                   | 2                           |       | Bulgaria                     | 0                            |                           |                           |             |             |  |  |       |       |
|  | Nigeria                    | Italia                   | 2                           | 1     | Bulgaria                     | 0                            |                           |                           |             |             |  |  |       |       |
|  | Nigeria                    |                          |                             | 1     |                              |                              |                           |                           |             |             |  |  |       |       |
|  | Italia (t.s.)              | 2                        |                             |       |                              |                              |                           |                           |             |             |  |  |       |       |
|  | Italia (t.s.)              | 2                        |                             |       |                              |                              |                           |                           |             |             |  |  |       |       |

## Octavos de final

### Alemania vs. Bélgica
| 1     | POR   | Bodo Illgner     |     |
| 4     | DEF   | Jürgen Kohler    |     |
| 5     | DEF   | Thomas Helmer    |     |
| 6     | DEF   | Guido Buchwald   |     |
| 14    | DEF   | Thomas Berthold  |     |
| 8     | MED   | Thomas Häßler    |     |
| 10    | MED   | Lothar Matthäus  | 45' |
| 16    | MED   | Matthias Sammer  |     |
| 17    | MED   | Martin Wagner    |     |
| 13    | DEL   | Rudi Völler      |     |
| 18    | DEL   | Jürgen Klinsmann | 86' |
| D. T. | D. T. | Berti Vogts      |     |

| 1     | POR   | Michel Preud'homme  |     |
| 4     | DEF   | Philippe Albert     |     |
| 5     | DEF   | Rudi Smidts         | 66' |
| 13    | DEF   | Georges Grün        |     |
| 14    | DEF   | Michel De Wolf      |     |
| 6     | MED   | Lorenzo Staelens    |     |
| 7     | MED   | Franky Van der Elst |     |
| 10    | MED   | Enzo Scifo          |     |
| 15    | MED   | Marc Emmers         |     |
| 8     | DEL   | Luc Nilis           | 78' |
| 17    | DEL   | Josip Weber         |     |
| D. T. | D. T. | Paul Van Himst      |     |

| 3  | MED | Andreas Brehme | 45' |
| 11 | DEL | Stefan Kuntz   | 86' |

| 16 | MED | Danny Boffin            | 66' |
| 11 | DEF | Alexandre Czerniatynski | 78' |

| 6' · 11' · 38' | Rudi Völler Jürgen Klinsmann Rudi Völler | 1:0 2:1 3:1 |

| 8' · 90' | Georges Grün Philippe Albert | 1:1 3:2 |

| 13' · 37' | Thomas Helmer Martin Wagner |

| 38' | Philippe Albert |

| Principal  | Kurt Röthlisberger           |
| Asistentes | Michał Listkiewicz           |
|            | Carl-Johan Meyer Christensen |
| Cuarto     | Manuel Díaz Vega             |

| 1     | POR   | Bodo Illgner     |     |
| 4     | DEF   | Jürgen Kohler    |     |
| 5     | DEF   | Thomas Helmer    |     |
| 6     | DEF   | Guido Buchwald   |     |
| 14    | DEF   | Thomas Berthold  |     |
| 8     | MED   | Thomas Häßler    |     |
| 10    | MED   | Lothar Matthäus  | 45' |
| 16    | MED   | Matthias Sammer  |     |
| 17    | MED   | Martin Wagner    |     |
| 13    | DEL   | Rudi Völler      |     |
| 18    | DEL   | Jürgen Klinsmann | 86' |
| D. T. | D. T. | Berti Vogts      |     |

| 1     | POR   | Michel Preud'homme  |     |
| 4     | DEF   | Philippe Albert     |     |
| 5     | DEF   | Rudi Smidts         | 66' |
| 13    | DEF   | Georges Grün        |     |
| 14    | DEF   | Michel De Wolf      |     |
| 6     | MED   | Lorenzo Staelens    |     |
| 7     | MED   | Franky Van der Elst |     |
| 10    | MED   | Enzo Scifo          |     |
| 15    | MED   | Marc Emmers         |     |
| 8     | DEL   | Luc Nilis           | 78' |
| 17    | DEL   | Josip Weber         |     |
| D. T. | D. T. | Paul Van Himst      |     |

| 3  | MED | Andreas Brehme | 45' |
| 11 | DEL | Stefan Kuntz   | 86' |

| 16 | MED | Danny Boffin            | 66' |
| 11 | DEF | Alexandre Czerniatynski | 78' |

| 6' · 11' · 38' | Rudi Völler Jürgen Klinsmann Rudi Völler | 1:0 2:1 3:1 |

| 8' · 90' | Georges Grün Philippe Albert | 1:1 3:2 |

| 13' · 37' | Thomas Helmer Martin Wagner |

| 38' | Philippe Albert |

| Principal  | Kurt Röthlisberger           |
| Asistentes | Michał Listkiewicz           |
|            | Carl-Johan Meyer Christensen |
| Cuarto     | Manuel Díaz Vega             |

| 1     | POR   | Bodo Illgner     |     |
| 4     | DEF   | Jürgen Kohler    |     |
| 5     | DEF   | Thomas Helmer    |     |
| 6     | DEF   | Guido Buchwald   |     |
| 14    | DEF   | Thomas Berthold  |     |
| 8     | MED   | Thomas Häßler    |     |
| 10    | MED   | Lothar Matthäus  | 45' |
| 16    | MED   | Matthias Sammer  |     |
| 17    | MED   | Martin Wagner    |     |
| 13    | DEL   | Rudi Völler      |     |
| 18    | DEL   | Jürgen Klinsmann | 86' |
| D. T. | D. T. | Berti Vogts      |     |

| 1     | POR   | Michel Preud'homme  |     |
| 4     | DEF   | Philippe Albert     |     |
| 5     | DEF   | Rudi Smidts         | 66' |
| 13    | DEF   | Georges Grün        |     |
| 14    | DEF   | Michel De Wolf      |     |
| 6     | MED   | Lorenzo Staelens    |     |
| 7     | MED   | Franky Van der Elst |     |
| 10    | MED   | Enzo Scifo          |     |
| 15    | MED   | Marc Emmers         |     |
| 8     | DEL   | Luc Nilis           | 78' |
| 17    | DEL   | Josip Weber         |     |
| D. T. | D. T. | Paul Van Himst      |     |

| 3  | MED | Andreas Brehme | 45' |
| 11 | DEL | Stefan Kuntz   | 86' |

| 16 | MED | Danny Boffin            | 66' |
| 11 | DEF | Alexandre Czerniatynski | 78' |

| 6' · 11' · 38' | Rudi Völler Jürgen Klinsmann Rudi Völler | 1:0 2:1 3:1 |

| 8' · 90' | Georges Grün Philippe Albert | 1:1 3:2 |

| 13' · 37' | Thomas Helmer Martin Wagner |

| 38' | Philippe Albert |

| Principal  | Kurt Röthlisberger           |
| Asistentes | Michał Listkiewicz           |
|            | Carl-Johan Meyer Christensen |
| Cuarto     | Manuel Díaz Vega             |

| 1     | POR   | Bodo Illgner     |     |
| 4     | DEF   | Jürgen Kohler    |     |
| 5     | DEF   | Thomas Helmer    |     |
| 6     | DEF   | Guido Buchwald   |     |
| 14    | DEF   | Thomas Berthold  |     |
| 8     | MED   | Thomas Häßler    |     |
| 10    | MED   | Lothar Matthäus  | 45' |
| 16    | MED   | Matthias Sammer  |     |
| 17    | MED   | Martin Wagner    |     |
| 13    | DEL   | Rudi Völler      |     |
| 18    | DEL   | Jürgen Klinsmann | 86' |
| D. T. | D. T. | Berti Vogts      |     |

| 1     | POR   | Michel Preud'homme  |     |
| 4     | DEF   | Philippe Albert     |     |
| 5     | DEF   | Rudi Smidts         | 66' |
| 13    | DEF   | Georges Grün        |     |
| 14    | DEF   | Michel De Wolf      |     |
| 6     | MED   | Lorenzo Staelens    |     |
| 7     | MED   | Franky Van der Elst |     |
| 10    | MED   | Enzo Scifo          |     |
| 15    | MED   | Marc Emmers         |     |
| 8     | DEL   | Luc Nilis           | 78' |
| 17    | DEL   | Josip Weber         |     |
| D. T. | D. T. | Paul Van Himst      |     |

| 3  | MED | Andreas Brehme | 45' |
| 11 | DEL | Stefan Kuntz   | 86' |

| 16 | MED | Danny Boffin            | 66' |
| 11 | DEF | Alexandre Czerniatynski | 78' |

| 6' · 11' · 38' | Rudi Völler Jürgen Klinsmann Rudi Völler | 1:0 2:1 3:1 |

| 8' · 90' | Georges Grün Philippe Albert | 1:1 3:2 |

| 13' · 37' | Thomas Helmer Martin Wagner |

| 38' | Philippe Albert |

| Principal  | Kurt Röthlisberger           |
| Asistentes | Michał Listkiewicz           |
|            | Carl-Johan Meyer Christensen |
| Cuarto     | Manuel Díaz Vega             |

### España vs. Suiza
| 1     | POR   | Andoni Zubizarreta      |     |
| 2     | DEF   | Albert Ferrer           |     |
| 4     | DEF   | Francisco José Camarasa |     |
| 5     | DEF   | Abelardo                |     |
| 18    | DEF   | Rafael Alkorta          |     |
| 12    | DEF   | Sergi                   |     |
| 6     | MED   | Fernando Hierro         | 76' |
| 20    | MED   | Miguel Ángel Nadal      |     |
| 7     | MED   | Ion Andoni Goikoetxea   | 61' |
| 21    | DEL   | Luis Enrique            |     |
| 10    | DEL   | José Mari Bakero        |     |
| D. T. | D. T. | Javier Clemente         |     |

| 1     | POR   | Marco Pascolo      |     |
| 2     | DEF   | Marc Hottiger      |     |
| 3     | DEF   | Yvan Quentin       | 58' |
| 4     | DEF   | Dominique Herr     |     |
| 5     | DEF   | Alain Geiger       |     |
| 8     | DEF   | Christophe Ohrel   | 73' |
| 6     | MED   | Georges Bregy      |     |
| 10    | MED   | Ciriaco Sforza     |     |
| 16    | MED   | Thomas Bickel      |     |
| 9     | DEL   | Adrian Knup        |     |
| 16    | DEL   | Stéphane Chapuisat |     |
| D. T. | D. T. | Roy Hodgson        |     |

| 11 | MED | Txiki Begiristain | 61' |
| 3  | DEF | Jorge Otero       | 76' |

| 19 | DEF | Jürg Studer   | 58' |
| 14 | DEL | Nestor Subiat | 73' |

| 15' · 74' · 86' | Fernando Hierro Luis Enrique Txiki Begiristain | 1:0 2:0 3:0 |

| 19' · 18' · 22' · 87' | Albert Ferrer Ion Andoni Goikoetxea Francisco José Camarasa Jorge Otero |

| 23' · 69' · 77' · 85' | Marc Hottiger Jürg Studer Nestor Subiat Marco Pascolo |

| Principal  | Mario van der Ende |
| Asistentes | Jan Dolstra        |
|            | Sandor Marton      |
| Cuarto     | Arturo Angeles     |

| 1     | POR   | Andoni Zubizarreta      |     |
| 2     | DEF   | Albert Ferrer           |     |
| 4     | DEF   | Francisco José Camarasa |     |
| 5     | DEF   | Abelardo                |     |
| 18    | DEF   | Rafael Alkorta          |     |
| 12    | DEF   | Sergi                   |     |
| 6     | MED   | Fernando Hierro         | 76' |
| 20    | MED   | Miguel Ángel Nadal      |     |
| 7     | MED   | Ion Andoni Goikoetxea   | 61' |
| 21    | DEL   | Luis Enrique            |     |
| 10    | DEL   | José Mari Bakero        |     |
| D. T. | D. T. | Javier Clemente         |     |

| 1     | POR   | Marco Pascolo      |     |
| 2     | DEF   | Marc Hottiger      |     |
| 3     | DEF   | Yvan Quentin       | 58' |
| 4     | DEF   | Dominique Herr     |     |
| 5     | DEF   | Alain Geiger       |     |
| 8     | DEF   | Christophe Ohrel   | 73' |
| 6     | MED   | Georges Bregy      |     |
| 10    | MED   | Ciriaco Sforza     |     |
| 16    | MED   | Thomas Bickel      |     |
| 9     | DEL   | Adrian Knup        |     |
| 16    | DEL   | Stéphane Chapuisat |     |
| D. T. | D. T. | Roy Hodgson        |     |

| 11 | MED | Txiki Begiristain | 61' |
| 3  | DEF | Jorge Otero       | 76' |

| 19 | DEF | Jürg Studer   | 58' |
| 14 | DEL | Nestor Subiat | 73' |

| 15' · 74' · 86' | Fernando Hierro Luis Enrique Txiki Begiristain | 1:0 2:0 3:0 |

| 19' · 18' · 22' · 87' | Albert Ferrer Ion Andoni Goikoetxea Francisco José Camarasa Jorge Otero |

| 23' · 69' · 77' · 85' | Marc Hottiger Jürg Studer Nestor Subiat Marco Pascolo |

| Principal  | Mario van der Ende |
| Asistentes | Jan Dolstra        |
|            | Sandor Marton      |
| Cuarto     | Arturo Angeles     |

| 1     | POR   | Andoni Zubizarreta      |     |
| 2     | DEF   | Albert Ferrer           |     |
| 4     | DEF   | Francisco José Camarasa |     |
| 5     | DEF   | Abelardo                |     |
| 18    | DEF   | Rafael Alkorta          |     |
| 12    | DEF   | Sergi                   |     |
| 6     | MED   | Fernando Hierro         | 76' |
| 20    | MED   | Miguel Ángel Nadal      |     |
| 7     | MED   | Ion Andoni Goikoetxea   | 61' |
| 21    | DEL   | Luis Enrique            |     |
| 10    | DEL   | José Mari Bakero        |     |
| D. T. | D. T. | Javier Clemente         |     |

| 1     | POR   | Marco Pascolo      |     |
| 2     | DEF   | Marc Hottiger      |     |
| 3     | DEF   | Yvan Quentin       | 58' |
| 4     | DEF   | Dominique Herr     |     |
| 5     | DEF   | Alain Geiger       |     |
| 8     | DEF   | Christophe Ohrel   | 73' |
| 6     | MED   | Georges Bregy      |     |
| 10    | MED   | Ciriaco Sforza     |     |
| 16    | MED   | Thomas Bickel      |     |
| 9     | DEL   | Adrian Knup        |     |
| 16    | DEL   | Stéphane Chapuisat |     |
| D. T. | D. T. | Roy Hodgson        |     |

| 11 | MED | Txiki Begiristain | 61' |
| 3  | DEF | Jorge Otero       | 76' |

| 19 | DEF | Jürg Studer   | 58' |
| 14 | DEL | Nestor Subiat | 73' |

| 15' · 74' · 86' | Fernando Hierro Luis Enrique Txiki Begiristain | 1:0 2:0 3:0 |

| 19' · 18' · 22' · 87' | Albert Ferrer Ion Andoni Goikoetxea Francisco José Camarasa Jorge Otero |

| 23' · 69' · 77' · 85' | Marc Hottiger Jürg Studer Nestor Subiat Marco Pascolo |

| Principal  | Mario van der Ende |
| Asistentes | Jan Dolstra        |
|            | Sandor Marton      |
| Cuarto     | Arturo Angeles     |

| 1     | POR   | Andoni Zubizarreta      |     |
| 2     | DEF   | Albert Ferrer           |     |
| 4     | DEF   | Francisco José Camarasa |     |
| 5     | DEF   | Abelardo                |     |
| 18    | DEF   | Rafael Alkorta          |     |
| 12    | DEF   | Sergi                   |     |
| 6     | MED   | Fernando Hierro         | 76' |
| 20    | MED   | Miguel Ángel Nadal      |     |
| 7     | MED   | Ion Andoni Goikoetxea   | 61' |
| 21    | DEL   | Luis Enrique            |     |
| 10    | DEL   | José Mari Bakero        |     |
| D. T. | D. T. | Javier Clemente         |     |

| 1     | POR   | Marco Pascolo      |     |
| 2     | DEF   | Marc Hottiger      |     |
| 3     | DEF   | Yvan Quentin       | 58' |
| 4     | DEF   | Dominique Herr     |     |
| 5     | DEF   | Alain Geiger       |     |
| 8     | DEF   | Christophe Ohrel   | 73' |
| 6     | MED   | Georges Bregy      |     |
| 10    | MED   | Ciriaco Sforza     |     |
| 16    | MED   | Thomas Bickel      |     |
| 9     | DEL   | Adrian Knup        |     |
| 16    | DEL   | Stéphane Chapuisat |     |
| D. T. | D. T. | Roy Hodgson        |     |

| 11 | MED | Txiki Begiristain | 61' |
| 3  | DEF | Jorge Otero       | 76' |

| 19 | DEF | Jürg Studer   | 58' |
| 14 | DEL | Nestor Subiat | 73' |

| 15' · 74' · 86' | Fernando Hierro Luis Enrique Txiki Begiristain | 1:0 2:0 3:0 |

| 19' · 18' · 22' · 87' | Albert Ferrer Ion Andoni Goikoetxea Francisco José Camarasa Jorge Otero |

| 23' · 69' · 77' · 85' | Marc Hottiger Jürg Studer Nestor Subiat Marco Pascolo |

| Principal  | Mario van der Ende |
| Asistentes | Jan Dolstra        |
|            | Sandor Marton      |
| Cuarto     | Arturo Angeles     |

### Arabia Saudita vs. Suecia
| 1     | POR   | Mohamed Al-Deayea    |     |
| 3     | DEF   | Mohammed Al-Khilaiwi |     |
| 4     | DEF   | Abdullah Zubromawi   |     |
| 5     | DEF   | Ahmad Jamil Madani   |     |
| 13    | DEF   | Mohamed Al-Jawad     | 55' |
| 6     | MED   | Fuad Anwar           |     |
| 10    | MED   | Saeed Al-Owairan     |     |
| 19    | MED   | Hamzah Saleh         |     |
| 8     | DEL   | Fahad Al-Bishi       | 63' |
| 12    | DEL   | Sami Al-Jaber        |     |
| 20    | DEL   | Hamzah Idris         |     |
| D. T. | D. T. | Jorge Solari         |     |

| 1     | POR   | Thomas Ravelli    |     |
| 2     | DEF   | Roland Nilsson    |     |
| 3     | DEF   | Patrik Andersson  |     |
| 4     | DEF   | Joachim Björklund | 55' |
| 5     | DEF   | Roger Ljung       |     |
| 11    | MED   | Tomas Brolin      |     |
| 6     | MED   | Stefan Schwarz    |     |
| 9     | MED   | Jonas Thern       | 70' |
| 8     | MED   | Klas Ingesson     |     |
| 10    | DEL   | Martin Dahlin     |     |
| 19    | DEL   | Kennet Andersson  |     |
| D. T. | D. T. | Tommy Svensson    |     |

| 7  | DEL | Fahad Al-Ghesheyan | 55' |
| 14 | MED | Khalid Al-Muwallid | 63' |

| 14 | DEF | Pontus Kåmark | 55' |
| 18 | MED | Håkan Mild    | 70' |

| 85' | Fahad Al-Ghesheyan | 1:2 |

| 6' · 51' · 88' | Martin Dahlin Kennet Andersson | 0:1 0:2 1:3 |

| 71' | Khalid Al-Muwallid |

| 16' · 67' · 74' | Roger Ljung Jonas Thern Roland Nilsson |

| Principal  | Renato Marsiglia      |
| Asistentes | Paulo Jorge Alves     |
|            | Raimundo Calix Garcia |
| Cuarto     | Ernesto Filippi       |

| 1     | POR   | Mohamed Al-Deayea    |     |
| 3     | DEF   | Mohammed Al-Khilaiwi |     |
| 4     | DEF   | Abdullah Zubromawi   |     |
| 5     | DEF   | Ahmad Jamil Madani   |     |
| 13    | DEF   | Mohamed Al-Jawad     | 55' |
| 6     | MED   | Fuad Anwar           |     |
| 10    | MED   | Saeed Al-Owairan     |     |
| 19    | MED   | Hamzah Saleh         |     |
| 8     | DEL   | Fahad Al-Bishi       | 63' |
| 12    | DEL   | Sami Al-Jaber        |     |
| 20    | DEL   | Hamzah Idris         |     |
| D. T. | D. T. | Jorge Solari         |     |

| 1     | POR   | Thomas Ravelli    |     |
| 2     | DEF   | Roland Nilsson    |     |
| 3     | DEF   | Patrik Andersson  |     |
| 4     | DEF   | Joachim Björklund | 55' |
| 5     | DEF   | Roger Ljung       |     |
| 11    | MED   | Tomas Brolin      |     |
| 6     | MED   | Stefan Schwarz    |     |
| 9     | MED   | Jonas Thern       | 70' |
| 8     | MED   | Klas Ingesson     |     |
| 10    | DEL   | Martin Dahlin     |     |
| 19    | DEL   | Kennet Andersson  |     |
| D. T. | D. T. | Tommy Svensson    |     |

| 7  | DEL | Fahad Al-Ghesheyan | 55' |
| 14 | MED | Khalid Al-Muwallid | 63' |

| 14 | DEF | Pontus Kåmark | 55' |
| 18 | MED | Håkan Mild    | 70' |

| 85' | Fahad Al-Ghesheyan | 1:2 |

| 6' · 51' · 88' | Martin Dahlin Kennet Andersson | 0:1 0:2 1:3 |

| 71' | Khalid Al-Muwallid |

| 16' · 67' · 74' | Roger Ljung Jonas Thern Roland Nilsson |

| Principal  | Renato Marsiglia      |
| Asistentes | Paulo Jorge Alves     |
|            | Raimundo Calix Garcia |
| Cuarto     | Ernesto Filippi       |

| 1     | POR   | Mohamed Al-Deayea    |     |
| 3     | DEF   | Mohammed Al-Khilaiwi |     |
| 4     | DEF   | Abdullah Zubromawi   |     |
| 5     | DEF   | Ahmad Jamil Madani   |     |
| 13    | DEF   | Mohamed Al-Jawad     | 55' |
| 6     | MED   | Fuad Anwar           |     |
| 10    | MED   | Saeed Al-Owairan     |     |
| 19    | MED   | Hamzah Saleh         |     |
| 8     | DEL   | Fahad Al-Bishi       | 63' |
| 12    | DEL   | Sami Al-Jaber        |     |
| 20    | DEL   | Hamzah Idris         |     |
| D. T. | D. T. | Jorge Solari         |     |

| 1     | POR   | Thomas Ravelli    |     |
| 2     | DEF   | Roland Nilsson    |     |
| 3     | DEF   | Patrik Andersson  |     |
| 4     | DEF   | Joachim Björklund | 55' |
| 5     | DEF   | Roger Ljung       |     |
| 11    | MED   | Tomas Brolin      |     |
| 6     | MED   | Stefan Schwarz    |     |
| 9     | MED   | Jonas Thern       | 70' |
| 8     | MED   | Klas Ingesson     |     |
| 10    | DEL   | Martin Dahlin     |     |
| 19    | DEL   | Kennet Andersson  |     |
| D. T. | D. T. | Tommy Svensson    |     |

| 7  | DEL | Fahad Al-Ghesheyan | 55' |
| 14 | MED | Khalid Al-Muwallid | 63' |

| 14 | DEF | Pontus Kåmark | 55' |
| 18 | MED | Håkan Mild    | 70' |

| 85' | Fahad Al-Ghesheyan | 1:2 |

| 6' · 51' · 88' | Martin Dahlin Kennet Andersson | 0:1 0:2 1:3 |

| 71' | Khalid Al-Muwallid |

| 16' · 67' · 74' | Roger Ljung Jonas Thern Roland Nilsson |

| Principal  | Renato Marsiglia      |
| Asistentes | Paulo Jorge Alves     |
|            | Raimundo Calix Garcia |
| Cuarto     | Ernesto Filippi       |

| 1     | POR   | Mohamed Al-Deayea    |     |
| 3     | DEF   | Mohammed Al-Khilaiwi |     |
| 4     | DEF   | Abdullah Zubromawi   |     |
| 5     | DEF   | Ahmad Jamil Madani   |     |
| 13    | DEF   | Mohamed Al-Jawad     | 55' |
| 6     | MED   | Fuad Anwar           |     |
| 10    | MED   | Saeed Al-Owairan     |     |
| 19    | MED   | Hamzah Saleh         |     |
| 8     | DEL   | Fahad Al-Bishi       | 63' |
| 12    | DEL   | Sami Al-Jaber        |     |
| 20    | DEL   | Hamzah Idris         |     |
| D. T. | D. T. | Jorge Solari         |     |

| 1     | POR   | Thomas Ravelli    |     |
| 2     | DEF   | Roland Nilsson    |     |
| 3     | DEF   | Patrik Andersson  |     |
| 4     | DEF   | Joachim Björklund | 55' |
| 5     | DEF   | Roger Ljung       |     |
| 11    | MED   | Tomas Brolin      |     |
| 6     | MED   | Stefan Schwarz    |     |
| 9     | MED   | Jonas Thern       | 70' |
| 8     | MED   | Klas Ingesson     |     |
| 10    | DEL   | Martin Dahlin     |     |
| 19    | DEL   | Kennet Andersson  |     |
| D. T. | D. T. | Tommy Svensson    |     |

| 7  | DEL | Fahad Al-Ghesheyan | 55' |
| 14 | MED | Khalid Al-Muwallid | 63' |

| 14 | DEF | Pontus Kåmark | 55' |
| 18 | MED | Håkan Mild    | 70' |

| 85' | Fahad Al-Ghesheyan | 1:2 |

| 6' · 51' · 88' | Martin Dahlin Kennet Andersson | 0:1 0:2 1:3 |

| 71' | Khalid Al-Muwallid |

| 16' · 67' · 74' | Roger Ljung Jonas Thern Roland Nilsson |

| Principal  | Renato Marsiglia      |
| Asistentes | Paulo Jorge Alves     |
|            | Raimundo Calix Garcia |
| Cuarto     | Ernesto Filippi       |

### Rumania vs. Argentina
| 1     | POR   | Florin Prunea      |     |
| 2     | DEF   | Dan Petrescu       |     |
| 3     | DEF   | Daniel Prodan      |     |
| 4     | DEF   | Miodrag Belodedici |     |
| 13    | DEF   | Tibor Selymes      |     |
| 14    | DEF   | Gheorghe Mihali    |     |
| 5     | MED   | Ioan Lupescu       |     |
| 6     | MED   | Gheorghe Popescu   |     |
| 7     | MED   | Dorinel Munteanu   |     |
| 10    | DEL   | Gheorghe Hagi      | 86' |
| 11    | DEL   | Ilie Dumitrescu    | 89' |
| D. T. | D. T. | Anghel Iordănescu  |     |

| 12    | POR   | Luis Islas        |     |
| 3     | DEF   | José Chamot       |     |
| 4     | DEF   | Roberto Sensini   | 63' |
| 6     | DEF   | Oscar Ruggeri     |     |
| 13    | DEF   | Fernando Cáceres  |     |
| 5     | MED   | Fernando Redondo  |     |
| 8     | MED   | José Basualdo     |     |
| 14    | MED   | Diego Simeone     |     |
| 17    | MED   | Ariel Ortega      |     |
| 9     | DEL   | Gabriel Batistuta |     |
| 19    | DEL   | Abel Balbo        |     |
| D. T. | D. T. | Alfio Basile      |     |

| 18 | MED | Constantin Gâlcă | 86' |
| 19 | MED | Corneliu Papură  | 89' |

| 11 | DEL | Ramón Medina Bello | 63' |

| 11' · 18' · 58' | Ilie Dumitrescu Gheorghe Hagi | 1:0 2:1 3:1 |

| 16' · 75' | Gabriel Batistuta Abel Balbo | 1:1 3:2 |

| 50' · 68' · 84' | Gheorghe Popescu Tibor Selymes Ilie Dumitrescu |

| 33' · 55' · 55' · 83' | Oscar Ruggeri José Chamot Fernando Redondo Fernando Cáceres |

| Principal  | Pierluigi Pairetto   |
| Asistentes | Domenico Ramicone    |
|            | Luc Matthys          |
| Cuarto     | An Yan Lim Kee Chong |

| 1     | POR   | Florin Prunea      |     |
| 2     | DEF   | Dan Petrescu       |     |
| 3     | DEF   | Daniel Prodan      |     |
| 4     | DEF   | Miodrag Belodedici |     |
| 13    | DEF   | Tibor Selymes      |     |
| 14    | DEF   | Gheorghe Mihali    |     |
| 5     | MED   | Ioan Lupescu       |     |
| 6     | MED   | Gheorghe Popescu   |     |
| 7     | MED   | Dorinel Munteanu   |     |
| 10    | DEL   | Gheorghe Hagi      | 86' |
| 11    | DEL   | Ilie Dumitrescu    | 89' |
| D. T. | D. T. | Anghel Iordănescu  |     |

| 12    | POR   | Luis Islas        |     |
| 3     | DEF   | José Chamot       |     |
| 4     | DEF   | Roberto Sensini   | 63' |
| 6     | DEF   | Oscar Ruggeri     |     |
| 13    | DEF   | Fernando Cáceres  |     |
| 5     | MED   | Fernando Redondo  |     |
| 8     | MED   | José Basualdo     |     |
| 14    | MED   | Diego Simeone     |     |
| 17    | MED   | Ariel Ortega      |     |
| 9     | DEL   | Gabriel Batistuta |     |
| 19    | DEL   | Abel Balbo        |     |
| D. T. | D. T. | Alfio Basile      |     |

| 18 | MED | Constantin Gâlcă | 86' |
| 19 | MED | Corneliu Papură  | 89' |

| 11 | DEL | Ramón Medina Bello | 63' |

| 11' · 18' · 58' | Ilie Dumitrescu Gheorghe Hagi | 1:0 2:1 3:1 |

| 16' · 75' | Gabriel Batistuta Abel Balbo | 1:1 3:2 |

| 50' · 68' · 84' | Gheorghe Popescu Tibor Selymes Ilie Dumitrescu |

| 33' · 55' · 55' · 83' | Oscar Ruggeri José Chamot Fernando Redondo Fernando Cáceres |

| Principal  | Pierluigi Pairetto   |
| Asistentes | Domenico Ramicone    |
|            | Luc Matthys          |
| Cuarto     | An Yan Lim Kee Chong |

| 1     | POR   | Florin Prunea      |     |
| 2     | DEF   | Dan Petrescu       |     |
| 3     | DEF   | Daniel Prodan      |     |
| 4     | DEF   | Miodrag Belodedici |     |
| 13    | DEF   | Tibor Selymes      |     |
| 14    | DEF   | Gheorghe Mihali    |     |
| 5     | MED   | Ioan Lupescu       |     |
| 6     | MED   | Gheorghe Popescu   |     |
| 7     | MED   | Dorinel Munteanu   |     |
| 10    | DEL   | Gheorghe Hagi      | 86' |
| 11    | DEL   | Ilie Dumitrescu    | 89' |
| D. T. | D. T. | Anghel Iordănescu  |     |

| 12    | POR   | Luis Islas        |     |
| 3     | DEF   | José Chamot       |     |
| 4     | DEF   | Roberto Sensini   | 63' |
| 6     | DEF   | Oscar Ruggeri     |     |
| 13    | DEF   | Fernando Cáceres  |     |
| 5     | MED   | Fernando Redondo  |     |
| 8     | MED   | José Basualdo     |     |
| 14    | MED   | Diego Simeone     |     |
| 17    | MED   | Ariel Ortega      |     |
| 9     | DEL   | Gabriel Batistuta |     |
| 19    | DEL   | Abel Balbo        |     |
| D. T. | D. T. | Alfio Basile      |     |

| 18 | MED | Constantin Gâlcă | 86' |
| 19 | MED | Corneliu Papură  | 89' |

| 11 | DEL | Ramón Medina Bello | 63' |

| 11' · 18' · 58' | Ilie Dumitrescu Gheorghe Hagi | 1:0 2:1 3:1 |

| 16' · 75' | Gabriel Batistuta Abel Balbo | 1:1 3:2 |

| 50' · 68' · 84' | Gheorghe Popescu Tibor Selymes Ilie Dumitrescu |

| 33' · 55' · 55' · 83' | Oscar Ruggeri José Chamot Fernando Redondo Fernando Cáceres |

| Principal  | Pierluigi Pairetto   |
| Asistentes | Domenico Ramicone    |
|            | Luc Matthys          |
| Cuarto     | An Yan Lim Kee Chong |

| 1     | POR   | Florin Prunea      |     |
| 2     | DEF   | Dan Petrescu       |     |
| 3     | DEF   | Daniel Prodan      |     |
| 4     | DEF   | Miodrag Belodedici |     |
| 13    | DEF   | Tibor Selymes      |     |
| 14    | DEF   | Gheorghe Mihali    |     |
| 5     | MED   | Ioan Lupescu       |     |
| 6     | MED   | Gheorghe Popescu   |     |
| 7     | MED   | Dorinel Munteanu   |     |
| 10    | DEL   | Gheorghe Hagi      | 86' |
| 11    | DEL   | Ilie Dumitrescu    | 89' |
| D. T. | D. T. | Anghel Iordănescu  |     |

| 12    | POR   | Luis Islas        |     |
| 3     | DEF   | José Chamot       |     |
| 4     | DEF   | Roberto Sensini   | 63' |
| 6     | DEF   | Oscar Ruggeri     |     |
| 13    | DEF   | Fernando Cáceres  |     |
| 5     | MED   | Fernando Redondo  |     |
| 8     | MED   | José Basualdo     |     |
| 14    | MED   | Diego Simeone     |     |
| 17    | MED   | Ariel Ortega      |     |
| 9     | DEL   | Gabriel Batistuta |     |
| 19    | DEL   | Abel Balbo        |     |
| D. T. | D. T. | Alfio Basile      |     |

| 18 | MED | Constantin Gâlcă | 86' |
| 19 | MED | Corneliu Papură  | 89' |

| 11 | DEL | Ramón Medina Bello | 63' |

| 11' · 18' · 58' | Ilie Dumitrescu Gheorghe Hagi | 1:0 2:1 3:1 |

| 16' · 75' | Gabriel Batistuta Abel Balbo | 1:1 3:2 |

| 50' · 68' · 84' | Gheorghe Popescu Tibor Selymes Ilie Dumitrescu |

| 33' · 55' · 55' · 83' | Oscar Ruggeri José Chamot Fernando Redondo Fernando Cáceres |

| Principal  | Pierluigi Pairetto   |
| Asistentes | Domenico Ramicone    |
|            | Luc Matthys          |
| Cuarto     | An Yan Lim Kee Chong |

### Países Bajos vs. República de Irlanda
| 1     | POR   | Ed de Goey       |     |
| 2     | DEF   | Frank de Boer    |     |
| 4     | DEF   | Ronald Koeman    |     |
| 18    | DEF   | Stan Valckx      |     |
| 3     | MED   | Frank Rijkaard   |     |
| 5     | MED   | Rob Witschge     | 79' |
| 7     | MED   | Marc Overmars    |     |
| 8     | MED   | Wim Jonk         |     |
| 20    | MED   | Aron Winter      |     |
| 10    | DEL   | Dennis Bergkamp  |     |
| 19    | DEL   | Peter van Vossen | 70' |
| D. T. | D. T. | Dick Advocaat    |     |

| 1     | POR   | Packie Bonner  |     |
| 3     | DEF   | Terry Phelan   |     |
| 5     | DEF   | Paul McGrath   |     |
| 11    | DEF   | Steve Staunton | 63' |
| 12    | DEF   | Gary Kelly     |     |
| 14    | DEF   | Phil Babb      |     |
| 6     | MED   | Roy Keane      |     |
| 7     | MED   | Andy Townsend  |     |
| 8     | MED   | Ray Houghton   |     |
| 10    | MED   | John Sheridan  |     |
| 15    | DEL   | Tommy Coyne    | 74' |
| D. T. | D. T. | Jack Charlton  |     |

| 11 | DEL | Bryan Roy    | 70' |
| 16 | DEF | Arthur Numan | 79' |

| 21 | MED | Jason McAteer  | 63' |
| 16 | DEL | Tony Cascarino | 74' |

| 11' · 41' | Dennis Bergkamp Wim Jonk | 1:0 2:0 |

| 72' | Ronald Koeman |

| Principal  | Peter Mikkelsen |
| Asistentes | Gordon Dunster  |
|            | Eugene Brazzale |
| Cuarto     | Fabio Baldas    |

| 1     | POR   | Ed de Goey       |     |
| 2     | DEF   | Frank de Boer    |     |
| 4     | DEF   | Ronald Koeman    |     |
| 18    | DEF   | Stan Valckx      |     |
| 3     | MED   | Frank Rijkaard   |     |
| 5     | MED   | Rob Witschge     | 79' |
| 7     | MED   | Marc Overmars    |     |
| 8     | MED   | Wim Jonk         |     |
| 20    | MED   | Aron Winter      |     |
| 10    | DEL   | Dennis Bergkamp  |     |
| 19    | DEL   | Peter van Vossen | 70' |
| D. T. | D. T. | Dick Advocaat    |     |

| 1     | POR   | Packie Bonner  |     |
| 3     | DEF   | Terry Phelan   |     |
| 5     | DEF   | Paul McGrath   |     |
| 11    | DEF   | Steve Staunton | 63' |
| 12    | DEF   | Gary Kelly     |     |
| 14    | DEF   | Phil Babb      |     |
| 6     | MED   | Roy Keane      |     |
| 7     | MED   | Andy Townsend  |     |
| 8     | MED   | Ray Houghton   |     |
| 10    | MED   | John Sheridan  |     |
| 15    | DEL   | Tommy Coyne    | 74' |
| D. T. | D. T. | Jack Charlton  |     |

| 11 | DEL | Bryan Roy    | 70' |
| 16 | DEF | Arthur Numan | 79' |

| 21 | MED | Jason McAteer  | 63' |
| 16 | DEL | Tony Cascarino | 74' |

| 11' · 41' | Dennis Bergkamp Wim Jonk | 1:0 2:0 |

| 72' | Ronald Koeman |

| Principal  | Peter Mikkelsen |
| Asistentes | Gordon Dunster  |
|            | Eugene Brazzale |
| Cuarto     | Fabio Baldas    |

| 1     | POR   | Ed de Goey       |     |
| 2     | DEF   | Frank de Boer    |     |
| 4     | DEF   | Ronald Koeman    |     |
| 18    | DEF   | Stan Valckx      |     |
| 3     | MED   | Frank Rijkaard   |     |
| 5     | MED   | Rob Witschge     | 79' |
| 7     | MED   | Marc Overmars    |     |
| 8     | MED   | Wim Jonk         |     |
| 20    | MED   | Aron Winter      |     |
| 10    | DEL   | Dennis Bergkamp  |     |
| 19    | DEL   | Peter van Vossen | 70' |
| D. T. | D. T. | Dick Advocaat    |     |

| 1     | POR   | Packie Bonner  |     |
| 3     | DEF   | Terry Phelan   |     |
| 5     | DEF   | Paul McGrath   |     |
| 11    | DEF   | Steve Staunton | 63' |
| 12    | DEF   | Gary Kelly     |     |
| 14    | DEF   | Phil Babb      |     |
| 6     | MED   | Roy Keane      |     |
| 7     | MED   | Andy Townsend  |     |
| 8     | MED   | Ray Houghton   |     |
| 10    | MED   | John Sheridan  |     |
| 15    | DEL   | Tommy Coyne    | 74' |
| D. T. | D. T. | Jack Charlton  |     |

| 11 | DEL | Bryan Roy    | 70' |
| 16 | DEF | Arthur Numan | 79' |

| 21 | MED | Jason McAteer  | 63' |
| 16 | DEL | Tony Cascarino | 74' |

| 11' · 41' | Dennis Bergkamp Wim Jonk | 1:0 2:0 |

| 72' | Ronald Koeman |

| Principal  | Peter Mikkelsen |
| Asistentes | Gordon Dunster  |
|            | Eugene Brazzale |
| Cuarto     | Fabio Baldas    |

| 1     | POR   | Ed de Goey       |     |
| 2     | DEF   | Frank de Boer    |     |
| 4     | DEF   | Ronald Koeman    |     |
| 18    | DEF   | Stan Valckx      |     |
| 3     | MED   | Frank Rijkaard   |     |
| 5     | MED   | Rob Witschge     | 79' |
| 7     | MED   | Marc Overmars    |     |
| 8     | MED   | Wim Jonk         |     |
| 20    | MED   | Aron Winter      |     |
| 10    | DEL   | Dennis Bergkamp  |     |
| 19    | DEL   | Peter van Vossen | 70' |
| D. T. | D. T. | Dick Advocaat    |     |

| 1     | POR   | Packie Bonner  |     |
| 3     | DEF   | Terry Phelan   |     |
| 5     | DEF   | Paul McGrath   |     |
| 11    | DEF   | Steve Staunton | 63' |
| 12    | DEF   | Gary Kelly     |     |
| 14    | DEF   | Phil Babb      |     |
| 6     | MED   | Roy Keane      |     |
| 7     | MED   | Andy Townsend  |     |
| 8     | MED   | Ray Houghton   |     |
| 10    | MED   | John Sheridan  |     |
| 15    | DEL   | Tommy Coyne    | 74' |
| D. T. | D. T. | Jack Charlton  |     |

| 11 | DEL | Bryan Roy    | 70' |
| 16 | DEF | Arthur Numan | 79' |

| 21 | MED | Jason McAteer  | 63' |
| 16 | DEL | Tony Cascarino | 74' |

| 11' · 41' | Dennis Bergkamp Wim Jonk | 1:0 2:0 |

| 72' | Ronald Koeman |

| Principal  | Peter Mikkelsen |
| Asistentes | Gordon Dunster  |
|            | Eugene Brazzale |
| Cuarto     | Fabio Baldas    |

### Brasil vs. Estados Unidos
Se jugó en pleno Día de la Independencia y para los locales querer darle al público local una victoria en plena fiesta patria que estaba celebrando 218 años contra otro de los favoritos al título como lo es Brasil, faltando 2 minutos para finalizar el primer tiempo el defensa brasileño Leonardo fue expulsado por propinarle un codazo descalificador al uruguayo nacionalizado norteamericano Tab Ramos fracturándole el cráneo, los jugadores norteamericanos intentaron casi armar una bronca contra el lateral brasileño en cuanto a Tab duró 3 meses hospitalizado, pensaba que los anfitriones tenía la ventaja con un hombre menos en Brasil pero no contaban con el mejor ataque de Romário y Bebeto este último marcaría el gol de la victoria brasileña al minuto 72 dejando eliminado al equipo estadounidense de su mundial.
| 1     | POR   | Cláudio Taffarel        |     |
| 2     | DEF   | Jorginho                |     |
| 13    | DEF   | Aldair                  |     |
| 15    | DEF   | Márcio Santos           |     |
| 16    | DEF   | Leonardo                |     |
| 5     | MED   | Mauro Silva             |     |
| 8     | MED   | Dunga                   |     |
| 9     | MED   | Zinho                   | 69' |
| 17    | MED   | Mazinho                 |     |
| 7     | DEL   | Bebeto                  |     |
| 11    | DEL   | Romário                 |     |
| D. T. | D. T. | Carlos Alberto Parreira |     |

| 1     | POR   | Tony Meola       |     |
| 5     | DEF   | Thomas Dooley    |     |
| 17    | DEF   | Marcelo Balboa   |     |
| 20    | DEF   | Paul Caligiuri   |     |
| 21    | DEF   | Fernando Clavijo |     |
| 22    | DEF   | Alexi Lalas      |     |
| 7     | MED   | Hugo Pérez       | 66' |
| 9     | MED   | Tab Ramos        | 45' |
| 13    | MED   | Cobi Jones       |     |
| 16    | MED   | Mike Sorber      |     |
| 8     | DEL   | Earnie Stewart   |     |
| D. T. | D. T. | Bora Milutinović |     |

| 14 | DEF | Cafú | 69' |

| 11 | DEL | Eric Wynalda | 45' |
| 10 | DEL | Roy Wegerle  | 66' |

| 72' | Bebeto | 1:0 |

| 8' · 16' | Mazinho Jorginho |

| 43' · 49' · 64' · 80' | Tab Ramos Paul Caligiuri Fernando Clavijo Thomas Dooley |

| 43' | Leonardo |

| 110' | Fernando Clavijo |

| Principal  | Joël Quiniou    |
| Asistentes | Hae-Yong Park   |
|            | Mikael Everstig |
| Cuarto     | Bo Karlsson     |

| 1     | POR   | Cláudio Taffarel        |     |
| 2     | DEF   | Jorginho                |     |
| 13    | DEF   | Aldair                  |     |
| 15    | DEF   | Márcio Santos           |     |
| 16    | DEF   | Leonardo                |     |
| 5     | MED   | Mauro Silva             |     |
| 8     | MED   | Dunga                   |     |
| 9     | MED   | Zinho                   | 69' |
| 17    | MED   | Mazinho                 |     |
| 7     | DEL   | Bebeto                  |     |
| 11    | DEL   | Romário                 |     |
| D. T. | D. T. | Carlos Alberto Parreira |     |

| 1     | POR   | Tony Meola       |     |
| 5     | DEF   | Thomas Dooley    |     |
| 17    | DEF   | Marcelo Balboa   |     |
| 20    | DEF   | Paul Caligiuri   |     |
| 21    | DEF   | Fernando Clavijo |     |
| 22    | DEF   | Alexi Lalas      |     |
| 7     | MED   | Hugo Pérez       | 66' |
| 9     | MED   | Tab Ramos        | 45' |
| 13    | MED   | Cobi Jones       |     |
| 16    | MED   | Mike Sorber      |     |
| 8     | DEL   | Earnie Stewart   |     |
| D. T. | D. T. | Bora Milutinović |     |

| 14 | DEF | Cafú | 69' |

| 11 | DEL | Eric Wynalda | 45' |
| 10 | DEL | Roy Wegerle  | 66' |

| 72' | Bebeto | 1:0 |

| 8' · 16' | Mazinho Jorginho |

| 43' · 49' · 64' · 80' | Tab Ramos Paul Caligiuri Fernando Clavijo Thomas Dooley |

| 43' | Leonardo |

| 110' | Fernando Clavijo |

| Principal  | Joël Quiniou    |
| Asistentes | Hae-Yong Park   |
|            | Mikael Everstig |
| Cuarto     | Bo Karlsson     |

| 1     | POR   | Cláudio Taffarel        |     |
| 2     | DEF   | Jorginho                |     |
| 13    | DEF   | Aldair                  |     |
| 15    | DEF   | Márcio Santos           |     |
| 16    | DEF   | Leonardo                |     |
| 5     | MED   | Mauro Silva             |     |
| 8     | MED   | Dunga                   |     |
| 9     | MED   | Zinho                   | 69' |
| 17    | MED   | Mazinho                 |     |
| 7     | DEL   | Bebeto                  |     |
| 11    | DEL   | Romário                 |     |
| D. T. | D. T. | Carlos Alberto Parreira |     |

| 1     | POR   | Tony Meola       |     |
| 5     | DEF   | Thomas Dooley    |     |
| 17    | DEF   | Marcelo Balboa   |     |
| 20    | DEF   | Paul Caligiuri   |     |
| 21    | DEF   | Fernando Clavijo |     |
| 22    | DEF   | Alexi Lalas      |     |
| 7     | MED   | Hugo Pérez       | 66' |
| 9     | MED   | Tab Ramos        | 45' |
| 13    | MED   | Cobi Jones       |     |
| 16    | MED   | Mike Sorber      |     |
| 8     | DEL   | Earnie Stewart   |     |
| D. T. | D. T. | Bora Milutinović |     |

| 14 | DEF | Cafú | 69' |

| 11 | DEL | Eric Wynalda | 45' |
| 10 | DEL | Roy Wegerle  | 66' |

| 72' | Bebeto | 1:0 |

| 8' · 16' | Mazinho Jorginho |

| 43' · 49' · 64' · 80' | Tab Ramos Paul Caligiuri Fernando Clavijo Thomas Dooley |

| 43' | Leonardo |

| 110' | Fernando Clavijo |

| Principal  | Joël Quiniou    |
| Asistentes | Hae-Yong Park   |
|            | Mikael Everstig |
| Cuarto     | Bo Karlsson     |

| 1     | POR   | Cláudio Taffarel        |     |
| 2     | DEF   | Jorginho                |     |
| 13    | DEF   | Aldair                  |     |
| 15    | DEF   | Márcio Santos           |     |
| 16    | DEF   | Leonardo                |     |
| 5     | MED   | Mauro Silva             |     |
| 8     | MED   | Dunga                   |     |
| 9     | MED   | Zinho                   | 69' |
| 17    | MED   | Mazinho                 |     |
| 7     | DEL   | Bebeto                  |     |
| 11    | DEL   | Romário                 |     |
| D. T. | D. T. | Carlos Alberto Parreira |     |

| 1     | POR   | Tony Meola       |     |
| 5     | DEF   | Thomas Dooley    |     |
| 17    | DEF   | Marcelo Balboa   |     |
| 20    | DEF   | Paul Caligiuri   |     |
| 21    | DEF   | Fernando Clavijo |     |
| 22    | DEF   | Alexi Lalas      |     |
| 7     | MED   | Hugo Pérez       | 66' |
| 9     | MED   | Tab Ramos        | 45' |
| 13    | MED   | Cobi Jones       |     |
| 16    | MED   | Mike Sorber      |     |
| 8     | DEL   | Earnie Stewart   |     |
| D. T. | D. T. | Bora Milutinović |     |

| 14 | DEF | Cafú | 69' |

| 11 | DEL | Eric Wynalda | 45' |
| 10 | DEL | Roy Wegerle  | 66' |

| 72' | Bebeto | 1:0 |

| 8' · 16' | Mazinho Jorginho |

| 43' · 49' · 64' · 80' | Tab Ramos Paul Caligiuri Fernando Clavijo Thomas Dooley |

| 43' | Leonardo |

| 110' | Fernando Clavijo |

| Principal  | Joël Quiniou    |
| Asistentes | Hae-Yong Park   |
|            | Mikael Everstig |
| Cuarto     | Bo Karlsson     |

### Nigeria vs. Italia
| 1     | POR   | Peter Rufai        |     |
| 2     | DEF   | Augustine Eguavoen |     |
| 5     | DEF   | Uche Okechukwu     |     |
| 6     | DEF   | Chidi Nwanu        |     |
| 19    | DEF   | Michael Emenalo    |     |
| 7     | MED   | Finidi George      |     |
| 10    | MED   | Jay Jay Okocha     |     |
| 11    | MED   | Emmanuel Amunike   | 57' |
| 15    | MED   | Sunday Oliseh      |     |
| 9     | DEL   | Rashidi Yekini     |     |
| 14    | DEL   | Daniel Amokachi    | 35' |
| D. T. | D. T. | Clemens Westerhof  |     |

| 12    | POR   | Luca Marchegiani      |     |
| 3     | DEF   | Antonio Benarrivo     |     |
| 4     | DEF   | Alessandro Costacurta |     |
| 5     | DEF   | Paolo Maldini         |     |
| 8     | DEF   | Roberto Mussi         |     |
| 11    | MED   | Demetrio Albertini    |     |
| 14    | MED   | Nicola Berti          | 45' |
| 16    | MED   | Roberto Donadoni      |     |
| 10    | DEL   | Roberto Baggio        |     |
| 19    | DEL   | Daniele Massaro       |     |
| 20    | DEL   | Giuseppe Signori      | 65' |
| D. T. | D. T. | Arrigo Sacchi         |     |

| 21 | MED | Mutiu Adepoju  | 35' |
| 8  | MED | Thompson Oliha | 57' |

| 13 | MED | Dino Baggio     | 45' |
| 21 | DEL | Gianfranco Zola | 65' |

| 25' | Emmanuel Amunike | 1:0 |

| 88' · 102' | Roberto Baggio | 1:1 1:2 |

| 2' · 41' · 53' · 58' | Michael Emenalo Mutiu Adepoju Sunday Oliseh Chidi Nwanu |

| 6' · 29' · 60' · 62' · 80' | Daniele Massaro Alessandro Costacurta Giuseppe Signori Dino Baggio Paolo Maldini |

| 75' | Gianfranco Zola |

| Principal  | Arturo Brizio Carter   |
| Asistentes | Ernesto Taibi          |
|            | Venancio Zarate        |
| Cuarto     | Alberto Tejada Noriega |

| 1     | POR   | Peter Rufai        |     |
| 2     | DEF   | Augustine Eguavoen |     |
| 5     | DEF   | Uche Okechukwu     |     |
| 6     | DEF   | Chidi Nwanu        |     |
| 19    | DEF   | Michael Emenalo    |     |
| 7     | MED   | Finidi George      |     |
| 10    | MED   | Jay Jay Okocha     |     |
| 11    | MED   | Emmanuel Amunike   | 57' |
| 15    | MED   | Sunday Oliseh      |     |
| 9     | DEL   | Rashidi Yekini     |     |
| 14    | DEL   | Daniel Amokachi    | 35' |
| D. T. | D. T. | Clemens Westerhof  |     |

| 12    | POR   | Luca Marchegiani      |     |
| 3     | DEF   | Antonio Benarrivo     |     |
| 4     | DEF   | Alessandro Costacurta |     |
| 5     | DEF   | Paolo Maldini         |     |
| 8     | DEF   | Roberto Mussi         |     |
| 11    | MED   | Demetrio Albertini    |     |
| 14    | MED   | Nicola Berti          | 45' |
| 16    | MED   | Roberto Donadoni      |     |
| 10    | DEL   | Roberto Baggio        |     |
| 19    | DEL   | Daniele Massaro       |     |
| 20    | DEL   | Giuseppe Signori      | 65' |
| D. T. | D. T. | Arrigo Sacchi         |     |

| 21 | MED | Mutiu Adepoju  | 35' |
| 8  | MED | Thompson Oliha | 57' |

| 13 | MED | Dino Baggio     | 45' |
| 21 | DEL | Gianfranco Zola | 65' |

| 25' | Emmanuel Amunike | 1:0 |

| 88' · 102' | Roberto Baggio | 1:1 1:2 |

| 2' · 41' · 53' · 58' | Michael Emenalo Mutiu Adepoju Sunday Oliseh Chidi Nwanu |

| 6' · 29' · 60' · 62' · 80' | Daniele Massaro Alessandro Costacurta Giuseppe Signori Dino Baggio Paolo Maldini |

| 75' | Gianfranco Zola |

| Principal  | Arturo Brizio Carter   |
| Asistentes | Ernesto Taibi          |
|            | Venancio Zarate        |
| Cuarto     | Alberto Tejada Noriega |

| 1     | POR   | Peter Rufai        |     |
| 2     | DEF   | Augustine Eguavoen |     |
| 5     | DEF   | Uche Okechukwu     |     |
| 6     | DEF   | Chidi Nwanu        |     |
| 19    | DEF   | Michael Emenalo    |     |
| 7     | MED   | Finidi George      |     |
| 10    | MED   | Jay Jay Okocha     |     |
| 11    | MED   | Emmanuel Amunike   | 57' |
| 15    | MED   | Sunday Oliseh      |     |
| 9     | DEL   | Rashidi Yekini     |     |
| 14    | DEL   | Daniel Amokachi    | 35' |
| D. T. | D. T. | Clemens Westerhof  |     |

| 12    | POR   | Luca Marchegiani      |     |
| 3     | DEF   | Antonio Benarrivo     |     |
| 4     | DEF   | Alessandro Costacurta |     |
| 5     | DEF   | Paolo Maldini         |     |
| 8     | DEF   | Roberto Mussi         |     |
| 11    | MED   | Demetrio Albertini    |     |
| 14    | MED   | Nicola Berti          | 45' |
| 16    | MED   | Roberto Donadoni      |     |
| 10    | DEL   | Roberto Baggio        |     |
| 19    | DEL   | Daniele Massaro       |     |
| 20    | DEL   | Giuseppe Signori      | 65' |
| D. T. | D. T. | Arrigo Sacchi         |     |

| 21 | MED | Mutiu Adepoju  | 35' |
| 8  | MED | Thompson Oliha | 57' |

| 13 | MED | Dino Baggio     | 45' |
| 21 | DEL | Gianfranco Zola | 65' |

| 25' | Emmanuel Amunike | 1:0 |

| 88' · 102' | Roberto Baggio | 1:1 1:2 |

| 2' · 41' · 53' · 58' | Michael Emenalo Mutiu Adepoju Sunday Oliseh Chidi Nwanu |

| 6' · 29' · 60' · 62' · 80' | Daniele Massaro Alessandro Costacurta Giuseppe Signori Dino Baggio Paolo Maldini |

| 75' | Gianfranco Zola |

| Principal  | Arturo Brizio Carter   |
| Asistentes | Ernesto Taibi          |
|            | Venancio Zarate        |
| Cuarto     | Alberto Tejada Noriega |

| 1     | POR   | Peter Rufai        |     |
| 2     | DEF   | Augustine Eguavoen |     |
| 5     | DEF   | Uche Okechukwu     |     |
| 6     | DEF   | Chidi Nwanu        |     |
| 19    | DEF   | Michael Emenalo    |     |
| 7     | MED   | Finidi George      |     |
| 10    | MED   | Jay Jay Okocha     |     |
| 11    | MED   | Emmanuel Amunike   | 57' |
| 15    | MED   | Sunday Oliseh      |     |
| 9     | DEL   | Rashidi Yekini     |     |
| 14    | DEL   | Daniel Amokachi    | 35' |
| D. T. | D. T. | Clemens Westerhof  |     |

| 12    | POR   | Luca Marchegiani      |     |
| 3     | DEF   | Antonio Benarrivo     |     |
| 4     | DEF   | Alessandro Costacurta |     |
| 5     | DEF   | Paolo Maldini         |     |
| 8     | DEF   | Roberto Mussi         |     |
| 11    | MED   | Demetrio Albertini    |     |
| 14    | MED   | Nicola Berti          | 45' |
| 16    | MED   | Roberto Donadoni      |     |
| 10    | DEL   | Roberto Baggio        |     |
| 19    | DEL   | Daniele Massaro       |     |
| 20    | DEL   | Giuseppe Signori      | 65' |
| D. T. | D. T. | Arrigo Sacchi         |     |

| 21 | MED | Mutiu Adepoju  | 35' |
| 8  | MED | Thompson Oliha | 57' |

| 13 | MED | Dino Baggio     | 45' |
| 21 | DEL | Gianfranco Zola | 65' |

| 25' | Emmanuel Amunike | 1:0 |

| 88' · 102' | Roberto Baggio | 1:1 1:2 |

| 2' · 41' · 53' · 58' | Michael Emenalo Mutiu Adepoju Sunday Oliseh Chidi Nwanu |

| 6' · 29' · 60' · 62' · 80' | Daniele Massaro Alessandro Costacurta Giuseppe Signori Dino Baggio Paolo Maldini |

| 75' | Gianfranco Zola |

| Principal  | Arturo Brizio Carter   |
| Asistentes | Ernesto Taibi          |
|            | Venancio Zarate        |
| Cuarto     | Alberto Tejada Noriega |

### México vs. Bulgaria
| 1     | POR   | Jorge Campos        |  |
| 2     | DEF   | Claudio Suárez      |  |
| 3     | DEF   | Juan Ramírez        |  |
| 4     | DEF   | Ignacio Ambríz      |  |
| 5     | DEF   | Ramón Ramírez       |  |
| 6     | MED   | Marcelino Bernal    |  |
| 8     | MED   | Alberto García Aspe |  |
| 17    | MED   | Benjamín Galindo    |  |
| 20    | MED   | Jorge Rodríguez     |  |
| 10    | DEL   | Luis García         |  |
| 11    | DEL   | Luis Roberto Alves  |  |
| D. T. | D. T. | Miguel Mejía Barón  |  |

| 1     | POR   | Borislav Mikhailov |      |
| 2     | DEF   | Emil Kremenliev    |      |
| 5     | DEF   | Petar Houbchev     |      |
| 16    | DEF   | Ilian Kiriakov     |      |
| 9     | MED   | Yordan Letchkov    |      |
| 11    | MED   | Daniel Borimirov   |      |
| 20    | MED   | Krassimir Balakov  |      |
| 10    | MED   | Nasko Sirakov      | 104' |
| 7     | DEL   | Emil Kostadinov    | 119' |
| 8     | DEL   | Hristo Stoichkov   |      |
| 13    | DEL   | Ivaylo Yordanov    |      |
| D. T. | D. T. | Dimitar Penev      |      |

| 14 | MED | Bontcho Guentchev | 104' |
| 17 | MED | Petar Mihtarski   | 119' |

| 18' | Alberto García Aspe | 1:1 |

| 6' | Hristo Stoichkov | 0:1 |

| 0:0 0:1 1:2 | Alberto García Aspe Marcelino Bernal Jorge Rodríguez Claudio Suárez | Fallo de penal · Fallo de penal · Fallo de penal · Acierto de penal |

| 0:0 0:1 0:2 1:3 | Krassimir Balakov Bontcho Guentchev Daniel Borimirov Yordan Letchkov | Fallo de penal · Acierto de penal · Acierto de penal · Acierto de penal |

| 14' · 28' · 70' · 76' | Claudio Suárez Luis García Ramón Ramírez Alberto García Aspe |

| 12' · 17' · 34' · 67' | Emil Kremenliev Nasko Sirakov Ilian Kiriakov Ivaylo Yordanov |

| 57' | Luis García |

| 50' | Emil Kremenliev |

| Principal  | Jamal Al Sharif            |
| Asistentes | Mohammad Fanaei            |
|            | Yousif Abdulla Al Aghattan |
| Cuarto     | Ali Bujsaim                |

| 1     | POR   | Jorge Campos        |  |
| 2     | DEF   | Claudio Suárez      |  |
| 3     | DEF   | Juan Ramírez        |  |
| 4     | DEF   | Ignacio Ambríz      |  |
| 5     | DEF   | Ramón Ramírez       |  |
| 6     | MED   | Marcelino Bernal    |  |
| 8     | MED   | Alberto García Aspe |  |
| 17    | MED   | Benjamín Galindo    |  |
| 20    | MED   | Jorge Rodríguez     |  |
| 10    | DEL   | Luis García         |  |
| 11    | DEL   | Luis Roberto Alves  |  |
| D. T. | D. T. | Miguel Mejía Barón  |  |

| 1     | POR   | Borislav Mikhailov |      |
| 2     | DEF   | Emil Kremenliev    |      |
| 5     | DEF   | Petar Houbchev     |      |
| 16    | DEF   | Ilian Kiriakov     |      |
| 9     | MED   | Yordan Letchkov    |      |
| 11    | MED   | Daniel Borimirov   |      |
| 20    | MED   | Krassimir Balakov  |      |
| 10    | MED   | Nasko Sirakov      | 104' |
| 7     | DEL   | Emil Kostadinov    | 119' |
| 8     | DEL   | Hristo Stoichkov   |      |
| 13    | DEL   | Ivaylo Yordanov    |      |
| D. T. | D. T. | Dimitar Penev      |      |

| 14 | MED | Bontcho Guentchev | 104' |
| 17 | MED | Petar Mihtarski   | 119' |

| 18' | Alberto García Aspe | 1:1 |

| 6' | Hristo Stoichkov | 0:1 |

| 0:0 0:1 1:2 | Alberto García Aspe Marcelino Bernal Jorge Rodríguez Claudio Suárez | Fallo de penal · Fallo de penal · Fallo de penal · Acierto de penal |

| 0:0 0:1 0:2 1:3 | Krassimir Balakov Bontcho Guentchev Daniel Borimirov Yordan Letchkov | Fallo de penal · Acierto de penal · Acierto de penal · Acierto de penal |

| 14' · 28' · 70' · 76' | Claudio Suárez Luis García Ramón Ramírez Alberto García Aspe |

| 12' · 17' · 34' · 67' | Emil Kremenliev Nasko Sirakov Ilian Kiriakov Ivaylo Yordanov |

| 57' | Luis García |

| 50' | Emil Kremenliev |

| Principal  | Jamal Al Sharif            |
| Asistentes | Mohammad Fanaei            |
|            | Yousif Abdulla Al Aghattan |
| Cuarto     | Ali Bujsaim                |

| 1     | POR   | Jorge Campos        |  |
| 2     | DEF   | Claudio Suárez      |  |
| 3     | DEF   | Juan Ramírez        |  |
| 4     | DEF   | Ignacio Ambríz      |  |
| 5     | DEF   | Ramón Ramírez       |  |
| 6     | MED   | Marcelino Bernal    |  |
| 8     | MED   | Alberto García Aspe |  |
| 17    | MED   | Benjamín Galindo    |  |
| 20    | MED   | Jorge Rodríguez     |  |
| 10    | DEL   | Luis García         |  |
| 11    | DEL   | Luis Roberto Alves  |  |
| D. T. | D. T. | Miguel Mejía Barón  |  |

| 1     | POR   | Borislav Mikhailov |      |
| 2     | DEF   | Emil Kremenliev    |      |
| 5     | DEF   | Petar Houbchev     |      |
| 16    | DEF   | Ilian Kiriakov     |      |
| 9     | MED   | Yordan Letchkov    |      |
| 11    | MED   | Daniel Borimirov   |      |
| 20    | MED   | Krassimir Balakov  |      |
| 10    | MED   | Nasko Sirakov      | 104' |
| 7     | DEL   | Emil Kostadinov    | 119' |
| 8     | DEL   | Hristo Stoichkov   |      |
| 13    | DEL   | Ivaylo Yordanov    |      |
| D. T. | D. T. | Dimitar Penev      |      |

| 14 | MED | Bontcho Guentchev | 104' |
| 17 | MED | Petar Mihtarski   | 119' |

| 18' | Alberto García Aspe | 1:1 |

| 6' | Hristo Stoichkov | 0:1 |

| 0:0 0:1 1:2 | Alberto García Aspe Marcelino Bernal Jorge Rodríguez Claudio Suárez | Fallo de penal · Fallo de penal · Fallo de penal · Acierto de penal |

| 0:0 0:1 0:2 1:3 | Krassimir Balakov Bontcho Guentchev Daniel Borimirov Yordan Letchkov | Fallo de penal · Acierto de penal · Acierto de penal · Acierto de penal |

| 14' · 28' · 70' · 76' | Claudio Suárez Luis García Ramón Ramírez Alberto García Aspe |

| 12' · 17' · 34' · 67' | Emil Kremenliev Nasko Sirakov Ilian Kiriakov Ivaylo Yordanov |

| 57' | Luis García |

| 50' | Emil Kremenliev |

| Principal  | Jamal Al Sharif            |
| Asistentes | Mohammad Fanaei            |
|            | Yousif Abdulla Al Aghattan |
| Cuarto     | Ali Bujsaim                |

| 1     | POR   | Jorge Campos        |  |
| 2     | DEF   | Claudio Suárez      |  |
| 3     | DEF   | Juan Ramírez        |  |
| 4     | DEF   | Ignacio Ambríz      |  |
| 5     | DEF   | Ramón Ramírez       |  |
| 6     | MED   | Marcelino Bernal    |  |
| 8     | MED   | Alberto García Aspe |  |
| 17    | MED   | Benjamín Galindo    |  |
| 20    | MED   | Jorge Rodríguez     |  |
| 10    | DEL   | Luis García         |  |
| 11    | DEL   | Luis Roberto Alves  |  |
| D. T. | D. T. | Miguel Mejía Barón  |  |

| 1     | POR   | Borislav Mikhailov |      |
| 2     | DEF   | Emil Kremenliev    |      |
| 5     | DEF   | Petar Houbchev     |      |
| 16    | DEF   | Ilian Kiriakov     |      |
| 9     | MED   | Yordan Letchkov    |      |
| 11    | MED   | Daniel Borimirov   |      |
| 20    | MED   | Krassimir Balakov  |      |
| 10    | MED   | Nasko Sirakov      | 104' |
| 7     | DEL   | Emil Kostadinov    | 119' |
| 8     | DEL   | Hristo Stoichkov   |      |
| 13    | DEL   | Ivaylo Yordanov    |      |
| D. T. | D. T. | Dimitar Penev      |      |

| 14 | MED | Bontcho Guentchev | 104' |
| 17 | MED | Petar Mihtarski   | 119' |

| 18' | Alberto García Aspe | 1:1 |

| 6' | Hristo Stoichkov | 0:1 |

| 0:0 0:1 1:2 | Alberto García Aspe Marcelino Bernal Jorge Rodríguez Claudio Suárez | Fallo de penal · Fallo de penal · Fallo de penal · Acierto de penal |

| 0:0 0:1 0:2 1:3 | Krassimir Balakov Bontcho Guentchev Daniel Borimirov Yordan Letchkov | Fallo de penal · Acierto de penal · Acierto de penal · Acierto de penal |

| 14' · 28' · 70' · 76' | Claudio Suárez Luis García Ramón Ramírez Alberto García Aspe |

| 12' · 17' · 34' · 67' | Emil Kremenliev Nasko Sirakov Ilian Kiriakov Ivaylo Yordanov |

| 57' | Luis García |

| 50' | Emil Kremenliev |

| Principal  | Jamal Al Sharif            |
| Asistentes | Mohammad Fanaei            |
|            | Yousif Abdulla Al Aghattan |
| Cuarto     | Ali Bujsaim                |

## Cuartos de final

### Italia vs. España
Este partido terminó con la victoria italiana por 2-1 sobre España, pero durante el minuto cumplido de partido Mauro Tassotti le propinó un codazo al delantero español Luis Enrique rompiéndole la nariz sin embargo el árbitro húngaro Sándor Puhl no pito la falta y dejó continuar la jugada ante el reclamo de los jugadores españoles que la falta debía ser sancionada como penal que estaba dentro del área y expulsión del defensa italiano la sanción de Tassotti fue de 8 partidos con la selección italiana pero prefirió nunca más jugar y retirarse de la selección azzurra.
| 1     | POR   | Gianluca Pagliuca     |     |
| 3     | DEF   | Antonio Benarrivo     |     |
| 4     | DEF   | Alessandro Costacurta |     |
| 5     | DEF   | Paolo Maldini         |     |
| 9     | DEF   | Mauro Tassotti        |     |
| 11    | MED   | Demetrio Albertini    | 45' |
| 13    | MED   | Dino Baggio           |     |
| 15    | MED   | Antonio Conte         | 66' |
| 16    | MED   | Roberto Donadoni      |     |
| 10    | DEL   | Roberto Baggio        |     |
| 19    | DEL   | Daniele Massaro       |     |
| D. T. | D. T. | Arrigo Sacchi         |     |

| 1     | POR   | Andoni Zubizarreta    |     |
| 2     | DEF   | Albert Ferrer         |     |
| 3     | DEF   | Jorge Otero           |     |
| 5     | DEF   | Abelardo              |     |
| 12    | DEF   | Sergi                 | 60' |
| 18    | DEF   | Rafael Alkorta        |     |
| 7     | MED   | Ion Andoni Goikoetxea |     |
| 15    | MED   | José Luis Caminero    |     |
| 20    | MED   | Miguel Ángel Nadal    |     |
| 21    | DEL   | Luis Enrique          |     |
| 10    | DEL   | José Mari Bakero      | 65' |
| D. T. | D. T. | Javier Clemente       |     |

| 20 | DEL | Giuseppe Signori | 45' |
| 14 | MED | Nicola Berti     | 66' |

| 19 | DEL | Julio Salinas   | 60' |
| 6  | DEF | Fernando Hierro | 65' |

| 25' · 88' | Dino Baggio Roberto Baggio | 1:0 2:1 |

| 58' | José Luis Caminero | 1:1 |

| 3' · 19' | Abelardo José Luis Caminero |

| Principal  | Sándor Puhl    |
| Asistentes | Gordon Dunster |
|            | Luc Matthys    |
| Cuarto     | Ali Bujsaim    |

| 1     | POR   | Gianluca Pagliuca     |     |
| 3     | DEF   | Antonio Benarrivo     |     |
| 4     | DEF   | Alessandro Costacurta |     |
| 5     | DEF   | Paolo Maldini         |     |
| 9     | DEF   | Mauro Tassotti        |     |
| 11    | MED   | Demetrio Albertini    | 45' |
| 13    | MED   | Dino Baggio           |     |
| 15    | MED   | Antonio Conte         | 66' |
| 16    | MED   | Roberto Donadoni      |     |
| 10    | DEL   | Roberto Baggio        |     |
| 19    | DEL   | Daniele Massaro       |     |
| D. T. | D. T. | Arrigo Sacchi         |     |

| 1     | POR   | Andoni Zubizarreta    |     |
| 2     | DEF   | Albert Ferrer         |     |
| 3     | DEF   | Jorge Otero           |     |
| 5     | DEF   | Abelardo              |     |
| 12    | DEF   | Sergi                 | 60' |
| 18    | DEF   | Rafael Alkorta        |     |
| 7     | MED   | Ion Andoni Goikoetxea |     |
| 15    | MED   | José Luis Caminero    |     |
| 20    | MED   | Miguel Ángel Nadal    |     |
| 21    | DEL   | Luis Enrique          |     |
| 10    | DEL   | José Mari Bakero      | 65' |
| D. T. | D. T. | Javier Clemente       |     |

| 20 | DEL | Giuseppe Signori | 45' |
| 14 | MED | Nicola Berti     | 66' |

| 19 | DEL | Julio Salinas   | 60' |
| 6  | DEF | Fernando Hierro | 65' |

| 25' · 88' | Dino Baggio Roberto Baggio | 1:0 2:1 |

| 58' | José Luis Caminero | 1:1 |

| 3' · 19' | Abelardo José Luis Caminero |

| Principal  | Sándor Puhl    |
| Asistentes | Gordon Dunster |
|            | Luc Matthys    |
| Cuarto     | Ali Bujsaim    |

| 1     | POR   | Gianluca Pagliuca     |     |
| 3     | DEF   | Antonio Benarrivo     |     |
| 4     | DEF   | Alessandro Costacurta |     |
| 5     | DEF   | Paolo Maldini         |     |
| 9     | DEF   | Mauro Tassotti        |     |
| 11    | MED   | Demetrio Albertini    | 45' |
| 13    | MED   | Dino Baggio           |     |
| 15    | MED   | Antonio Conte         | 66' |
| 16    | MED   | Roberto Donadoni      |     |
| 10    | DEL   | Roberto Baggio        |     |
| 19    | DEL   | Daniele Massaro       |     |
| D. T. | D. T. | Arrigo Sacchi         |     |

| 1     | POR   | Andoni Zubizarreta    |     |
| 2     | DEF   | Albert Ferrer         |     |
| 3     | DEF   | Jorge Otero           |     |
| 5     | DEF   | Abelardo              |     |
| 12    | DEF   | Sergi                 | 60' |
| 18    | DEF   | Rafael Alkorta        |     |
| 7     | MED   | Ion Andoni Goikoetxea |     |
| 15    | MED   | José Luis Caminero    |     |
| 20    | MED   | Miguel Ángel Nadal    |     |
| 21    | DEL   | Luis Enrique          |     |
| 10    | DEL   | José Mari Bakero      | 65' |
| D. T. | D. T. | Javier Clemente       |     |

| 20 | DEL | Giuseppe Signori | 45' |
| 14 | MED | Nicola Berti     | 66' |

| 19 | DEL | Julio Salinas   | 60' |
| 6  | DEF | Fernando Hierro | 65' |

| 25' · 88' | Dino Baggio Roberto Baggio | 1:0 2:1 |

| 58' | José Luis Caminero | 1:1 |

| 3' · 19' | Abelardo José Luis Caminero |

| Principal  | Sándor Puhl    |
| Asistentes | Gordon Dunster |
|            | Luc Matthys    |
| Cuarto     | Ali Bujsaim    |

| 1     | POR   | Gianluca Pagliuca     |     |
| 3     | DEF   | Antonio Benarrivo     |     |
| 4     | DEF   | Alessandro Costacurta |     |
| 5     | DEF   | Paolo Maldini         |     |
| 9     | DEF   | Mauro Tassotti        |     |
| 11    | MED   | Demetrio Albertini    | 45' |
| 13    | MED   | Dino Baggio           |     |
| 15    | MED   | Antonio Conte         | 66' |
| 16    | MED   | Roberto Donadoni      |     |
| 10    | DEL   | Roberto Baggio        |     |
| 19    | DEL   | Daniele Massaro       |     |
| D. T. | D. T. | Arrigo Sacchi         |     |

| 1     | POR   | Andoni Zubizarreta    |     |
| 2     | DEF   | Albert Ferrer         |     |
| 3     | DEF   | Jorge Otero           |     |
| 5     | DEF   | Abelardo              |     |
| 12    | DEF   | Sergi                 | 60' |
| 18    | DEF   | Rafael Alkorta        |     |
| 7     | MED   | Ion Andoni Goikoetxea |     |
| 15    | MED   | José Luis Caminero    |     |
| 20    | MED   | Miguel Ángel Nadal    |     |
| 21    | DEL   | Luis Enrique          |     |
| 10    | DEL   | José Mari Bakero      | 65' |
| D. T. | D. T. | Javier Clemente       |     |

| 20 | DEL | Giuseppe Signori | 45' |
| 14 | MED | Nicola Berti     | 66' |

| 19 | DEL | Julio Salinas   | 60' |
| 6  | DEF | Fernando Hierro | 65' |

| 25' · 88' | Dino Baggio Roberto Baggio | 1:0 2:1 |

| 58' | José Luis Caminero | 1:1 |

| 3' · 19' | Abelardo José Luis Caminero |

| Principal  | Sándor Puhl    |
| Asistentes | Gordon Dunster |
|            | Luc Matthys    |
| Cuarto     | Ali Bujsaim    |

### Países Bajos vs. Brasil
| 1     | POR   | Ed de Goey       |     |
| 3     | DEF   | Frank Rijkaard   | 65' |
| 4     | DEF   | Ronald Koeman    |     |
| 18    | DEF   | Stan Valckx      |     |
| 5     | MED   | Rob Witschge     |     |
| 6     | MED   | Jan Wouters      |     |
| 7     | MED   | Marc Overmars    |     |
| 8     | MED   | Wim Jonk         |     |
| 20    | MED   | Aron Winter      |     |
| 10    | DEL   | Dennis Bergkamp  |     |
| 19    | DEL   | Peter van Vossen | 54' |
| D. T. | D. T. | Dick Advocaat    |     |

| 1     | POR   | Cláudio Taffarel        |     |
| 2     | DEF   | Jorginho                |     |
| 6     | DEF   | Branco                  | 90' |
| 13    | DEF   | Aldair                  |     |
| 15    | DEF   | Márcio Santos           |     |
| 5     | MED   | Mauro Silva             |     |
| 8     | MED   | Dunga                   |     |
| 9     | MED   | Zinho                   |     |
| 17    | MED   | Mazinho                 | 81' |
| 7     | DEL   | Bebeto                  |     |
| 11    | DEL   | Romário                 |     |
| D. T. | D. T. | Carlos Alberto Parreira |     |

| 11 | DEL | Bryan Roy      | 54' |
| 9  | MED | Ronald de Boer | 65' |

| 10 | MED | Raí  | 81' |
| 14 | DEF | Cafú | 90' |

| 64' · 76' | Dennis Bergkamp Aron Winter | 1:2 2:2 |

| 53' · 63' · 81' | Romário Bebeto Branco | 0:1 0:2 2:3 |

| 40' · 89' | Aron Winter Jan Wouters |

| 74' | Dunga |

| Principal  | Rodrigo Badilla           |
| Asistentes | Yousif Adbulla Al Ghattan |
|            | Mohammad Fanaei           |
| Cuarto     | Francisco Lamolina        |

| 1     | POR   | Ed de Goey       |     |
| 3     | DEF   | Frank Rijkaard   | 65' |
| 4     | DEF   | Ronald Koeman    |     |
| 18    | DEF   | Stan Valckx      |     |
| 5     | MED   | Rob Witschge     |     |
| 6     | MED   | Jan Wouters      |     |
| 7     | MED   | Marc Overmars    |     |
| 8     | MED   | Wim Jonk         |     |
| 20    | MED   | Aron Winter      |     |
| 10    | DEL   | Dennis Bergkamp  |     |
| 19    | DEL   | Peter van Vossen | 54' |
| D. T. | D. T. | Dick Advocaat    |     |

| 1     | POR   | Cláudio Taffarel        |     |
| 2     | DEF   | Jorginho                |     |
| 6     | DEF   | Branco                  | 90' |
| 13    | DEF   | Aldair                  |     |
| 15    | DEF   | Márcio Santos           |     |
| 5     | MED   | Mauro Silva             |     |
| 8     | MED   | Dunga                   |     |
| 9     | MED   | Zinho                   |     |
| 17    | MED   | Mazinho                 | 81' |
| 7     | DEL   | Bebeto                  |     |
| 11    | DEL   | Romário                 |     |
| D. T. | D. T. | Carlos Alberto Parreira |     |

| 11 | DEL | Bryan Roy      | 54' |
| 9  | MED | Ronald de Boer | 65' |

| 10 | MED | Raí  | 81' |
| 14 | DEF | Cafú | 90' |

| 64' · 76' | Dennis Bergkamp Aron Winter | 1:2 2:2 |

| 53' · 63' · 81' | Romário Bebeto Branco | 0:1 0:2 2:3 |

| 40' · 89' | Aron Winter Jan Wouters |

| 74' | Dunga |

| Principal  | Rodrigo Badilla           |
| Asistentes | Yousif Adbulla Al Ghattan |
|            | Mohammad Fanaei           |
| Cuarto     | Francisco Lamolina        |

| 1     | POR   | Ed de Goey       |     |
| 3     | DEF   | Frank Rijkaard   | 65' |
| 4     | DEF   | Ronald Koeman    |     |
| 18    | DEF   | Stan Valckx      |     |
| 5     | MED   | Rob Witschge     |     |
| 6     | MED   | Jan Wouters      |     |
| 7     | MED   | Marc Overmars    |     |
| 8     | MED   | Wim Jonk         |     |
| 20    | MED   | Aron Winter      |     |
| 10    | DEL   | Dennis Bergkamp  |     |
| 19    | DEL   | Peter van Vossen | 54' |
| D. T. | D. T. | Dick Advocaat    |     |

| 1     | POR   | Cláudio Taffarel        |     |
| 2     | DEF   | Jorginho                |     |
| 6     | DEF   | Branco                  | 90' |
| 13    | DEF   | Aldair                  |     |
| 15    | DEF   | Márcio Santos           |     |
| 5     | MED   | Mauro Silva             |     |
| 8     | MED   | Dunga                   |     |
| 9     | MED   | Zinho                   |     |
| 17    | MED   | Mazinho                 | 81' |
| 7     | DEL   | Bebeto                  |     |
| 11    | DEL   | Romário                 |     |
| D. T. | D. T. | Carlos Alberto Parreira |     |

| 11 | DEL | Bryan Roy      | 54' |
| 9  | MED | Ronald de Boer | 65' |

| 10 | MED | Raí  | 81' |
| 14 | DEF | Cafú | 90' |

| 64' · 76' | Dennis Bergkamp Aron Winter | 1:2 2:2 |

| 53' · 63' · 81' | Romário Bebeto Branco | 0:1 0:2 2:3 |

| 40' · 89' | Aron Winter Jan Wouters |

| 74' | Dunga |

| Principal  | Rodrigo Badilla           |
| Asistentes | Yousif Adbulla Al Ghattan |
|            | Mohammad Fanaei           |
| Cuarto     | Francisco Lamolina        |

| 1     | POR   | Ed de Goey       |     |
| 3     | DEF   | Frank Rijkaard   | 65' |
| 4     | DEF   | Ronald Koeman    |     |
| 18    | DEF   | Stan Valckx      |     |
| 5     | MED   | Rob Witschge     |     |
| 6     | MED   | Jan Wouters      |     |
| 7     | MED   | Marc Overmars    |     |
| 8     | MED   | Wim Jonk         |     |
| 20    | MED   | Aron Winter      |     |
| 10    | DEL   | Dennis Bergkamp  |     |
| 19    | DEL   | Peter van Vossen | 54' |
| D. T. | D. T. | Dick Advocaat    |     |

| 1     | POR   | Cláudio Taffarel        |     |
| 2     | DEF   | Jorginho                |     |
| 6     | DEF   | Branco                  | 90' |
| 13    | DEF   | Aldair                  |     |
| 15    | DEF   | Márcio Santos           |     |
| 5     | MED   | Mauro Silva             |     |
| 8     | MED   | Dunga                   |     |
| 9     | MED   | Zinho                   |     |
| 17    | MED   | Mazinho                 | 81' |
| 7     | DEL   | Bebeto                  |     |
| 11    | DEL   | Romário                 |     |
| D. T. | D. T. | Carlos Alberto Parreira |     |

| 11 | DEL | Bryan Roy      | 54' |
| 9  | MED | Ronald de Boer | 65' |

| 10 | MED | Raí  | 81' |
| 14 | DEF | Cafú | 90' |

| 64' · 76' | Dennis Bergkamp Aron Winter | 1:2 2:2 |

| 53' · 63' · 81' | Romário Bebeto Branco | 0:1 0:2 2:3 |

| 40' · 89' | Aron Winter Jan Wouters |

| 74' | Dunga |

| Principal  | Rodrigo Badilla           |
| Asistentes | Yousif Adbulla Al Ghattan |
|            | Mohammad Fanaei           |
| Cuarto     | Francisco Lamolina        |

### Bulgaria vs. Alemania
| 1     | POR   | Borislav Mikhailov |     |
| 3     | DEF   | Trifon Ivanov      |     |
| 4     | DEF   | Tsanko Tsvetanov   |     |
| 5     | DEF   | Petar Houbchev     |     |
| 16    | DEF   | Ilian Kiriakov     |     |
| 6     | MED   | Zlatko Yankov      |     |
| 9     | MED   | Yordan Letchkov    |     |
| 10    | MED   | Nasko Sirakov      |     |
| 20    | MED   | Krassimir Balakov  |     |
| 8     | DEL   | Hristo Stoichkov   | 85' |
| 7     | DEL   | Emil Kostadinov    | 90' |
| D. T. | D. T. | Dimitar Penev      |     |

| 1     | POR   | Bodo Illgner     |     |
| 4     | DEF   | Jürgen Kohler    |     |
| 5     | DEF   | Thomas Helmer    |     |
| 6     | DEF   | Guido Buchwald   |     |
| 14    | DEF   | Thomas Berthold  |     |
| 7     | MED   | Andreas Möller   |     |
| 8     | MED   | Thomas Häßler    | 83' |
| 10    | MED   | Lothar Matthäus  |     |
| 17    | MED   | Martin Wagner    | 59' |
| 13    | DEL   | Rudi Völler      |     |
| 18    | DEL   | Jürgen Klinsmann |     |
| D. T. | D. T. | Berti Vogts      |     |

| 13 | DEL | Ivaylo Yordanov | 85' |
| 14 | DEL | Boncho Genchev  | 90' |

| 2 | MED | Thomas Strunz  | 59' |
| 3 | DEF | Andreas Brehme | 83' |

| 75' · 78' | Hristo Stoichkov Yordan Letchkov | 1:1 2:1 |

| 47' | Lothar Matthäus | 0:1 |

| 22' · 82' · 85' | Trifon Ivanov Hristo Stoichkov Borislav Mikhailov |

| 14' · 15' · 49' · 50' · 89' | Thomas Helmer Martin Wagner Thomas Häßler Jürgen Klinsmann Rudi Völler |

| Principal  | José Torres Cadena |
| Asistentes | Venancio Zarate    |
|            | Sandor Marton      |
| Cuarto     | Neji Jouini        |

| 1     | POR   | Borislav Mikhailov |     |
| 3     | DEF   | Trifon Ivanov      |     |
| 4     | DEF   | Tsanko Tsvetanov   |     |
| 5     | DEF   | Petar Houbchev     |     |
| 16    | DEF   | Ilian Kiriakov     |     |
| 6     | MED   | Zlatko Yankov      |     |
| 9     | MED   | Yordan Letchkov    |     |
| 10    | MED   | Nasko Sirakov      |     |
| 20    | MED   | Krassimir Balakov  |     |
| 8     | DEL   | Hristo Stoichkov   | 85' |
| 7     | DEL   | Emil Kostadinov    | 90' |
| D. T. | D. T. | Dimitar Penev      |     |

| 1     | POR   | Bodo Illgner     |     |
| 4     | DEF   | Jürgen Kohler    |     |
| 5     | DEF   | Thomas Helmer    |     |
| 6     | DEF   | Guido Buchwald   |     |
| 14    | DEF   | Thomas Berthold  |     |
| 7     | MED   | Andreas Möller   |     |
| 8     | MED   | Thomas Häßler    | 83' |
| 10    | MED   | Lothar Matthäus  |     |
| 17    | MED   | Martin Wagner    | 59' |
| 13    | DEL   | Rudi Völler      |     |
| 18    | DEL   | Jürgen Klinsmann |     |
| D. T. | D. T. | Berti Vogts      |     |

| 13 | DEL | Ivaylo Yordanov | 85' |
| 14 | DEL | Boncho Genchev  | 90' |

| 2 | MED | Thomas Strunz  | 59' |
| 3 | DEF | Andreas Brehme | 83' |

| 75' · 78' | Hristo Stoichkov Yordan Letchkov | 1:1 2:1 |

| 47' | Lothar Matthäus | 0:1 |

| 22' · 82' · 85' | Trifon Ivanov Hristo Stoichkov Borislav Mikhailov |

| 14' · 15' · 49' · 50' · 89' | Thomas Helmer Martin Wagner Thomas Häßler Jürgen Klinsmann Rudi Völler |

| Principal  | José Torres Cadena |
| Asistentes | Venancio Zarate    |
|            | Sandor Marton      |
| Cuarto     | Neji Jouini        |

| 1     | POR   | Borislav Mikhailov |     |
| 3     | DEF   | Trifon Ivanov      |     |
| 4     | DEF   | Tsanko Tsvetanov   |     |
| 5     | DEF   | Petar Houbchev     |     |
| 16    | DEF   | Ilian Kiriakov     |     |
| 6     | MED   | Zlatko Yankov      |     |
| 9     | MED   | Yordan Letchkov    |     |
| 10    | MED   | Nasko Sirakov      |     |
| 20    | MED   | Krassimir Balakov  |     |
| 8     | DEL   | Hristo Stoichkov   | 85' |
| 7     | DEL   | Emil Kostadinov    | 90' |
| D. T. | D. T. | Dimitar Penev      |     |

| 1     | POR   | Bodo Illgner     |     |
| 4     | DEF   | Jürgen Kohler    |     |
| 5     | DEF   | Thomas Helmer    |     |
| 6     | DEF   | Guido Buchwald   |     |
| 14    | DEF   | Thomas Berthold  |     |
| 7     | MED   | Andreas Möller   |     |
| 8     | MED   | Thomas Häßler    | 83' |
| 10    | MED   | Lothar Matthäus  |     |
| 17    | MED   | Martin Wagner    | 59' |
| 13    | DEL   | Rudi Völler      |     |
| 18    | DEL   | Jürgen Klinsmann |     |
| D. T. | D. T. | Berti Vogts      |     |

| 13 | DEL | Ivaylo Yordanov | 85' |
| 14 | DEL | Boncho Genchev  | 90' |

| 2 | MED | Thomas Strunz  | 59' |
| 3 | DEF | Andreas Brehme | 83' |

| 75' · 78' | Hristo Stoichkov Yordan Letchkov | 1:1 2:1 |

| 47' | Lothar Matthäus | 0:1 |

| 22' · 82' · 85' | Trifon Ivanov Hristo Stoichkov Borislav Mikhailov |

| 14' · 15' · 49' · 50' · 89' | Thomas Helmer Martin Wagner Thomas Häßler Jürgen Klinsmann Rudi Völler |

| Principal  | José Torres Cadena |
| Asistentes | Venancio Zarate    |
|            | Sandor Marton      |
| Cuarto     | Neji Jouini        |

| 1     | POR   | Borislav Mikhailov |     |
| 3     | DEF   | Trifon Ivanov      |     |
| 4     | DEF   | Tsanko Tsvetanov   |     |
| 5     | DEF   | Petar Houbchev     |     |
| 16    | DEF   | Ilian Kiriakov     |     |
| 6     | MED   | Zlatko Yankov      |     |
| 9     | MED   | Yordan Letchkov    |     |
| 10    | MED   | Nasko Sirakov      |     |
| 20    | MED   | Krassimir Balakov  |     |
| 8     | DEL   | Hristo Stoichkov   | 85' |
| 7     | DEL   | Emil Kostadinov    | 90' |
| D. T. | D. T. | Dimitar Penev      |     |

| 1     | POR   | Bodo Illgner     |     |
| 4     | DEF   | Jürgen Kohler    |     |
| 5     | DEF   | Thomas Helmer    |     |
| 6     | DEF   | Guido Buchwald   |     |
| 14    | DEF   | Thomas Berthold  |     |
| 7     | MED   | Andreas Möller   |     |
| 8     | MED   | Thomas Häßler    | 83' |
| 10    | MED   | Lothar Matthäus  |     |
| 17    | MED   | Martin Wagner    | 59' |
| 13    | DEL   | Rudi Völler      |     |
| 18    | DEL   | Jürgen Klinsmann |     |
| D. T. | D. T. | Berti Vogts      |     |

| 13 | DEL | Ivaylo Yordanov | 85' |
| 14 | DEL | Boncho Genchev  | 90' |

| 2 | MED | Thomas Strunz  | 59' |
| 3 | DEF | Andreas Brehme | 83' |

| 75' · 78' | Hristo Stoichkov Yordan Letchkov | 1:1 2:1 |

| 47' | Lothar Matthäus | 0:1 |

| 22' · 82' · 85' | Trifon Ivanov Hristo Stoichkov Borislav Mikhailov |

| 14' · 15' · 49' · 50' · 89' | Thomas Helmer Martin Wagner Thomas Häßler Jürgen Klinsmann Rudi Völler |

| Principal  | José Torres Cadena |
| Asistentes | Venancio Zarate    |
|            | Sandor Marton      |
| Cuarto     | Neji Jouini        |

### Rumania vs. Suecia
| 1     | POR   | Florin Prunea      |     |
| 2     | DEF   | Dan Petrescu       |     |
| 3     | DEF   | Daniel Prodan      |     |
| 4     | DEF   | Miodrag Belodedici |     |
| 13    | DEF   | Tibor Selymes      |     |
| 5     | MED   | Ioan Lupescu       |     |
| 6     | MED   | Gheorghe Popescu   |     |
| 7     | MED   | Dorinel Munteanu   | 84' |
| 10    | MED   | Gheorghe Hagi      |     |
| 11    | MED   | Ilie Dumitrescu    |     |
| 9     | DEL   | Florin Răducioiu   |     |
| D. T. | D. T. | Anghel Iordănescu  |     |

| 1     | POR   | Thomas Ravelli    |      |
| 2     | DEF   | Roland Nilsson    |      |
| 3     | DEF   | Patrik Andersson  |      |
| 4     | DEF   | Joachim Björklund | 84'  |
| 5     | DEF   | Roger Ljung       |      |
| 11    | MED   | Tomas Brolin      |      |
| 6     | MED   | Stefan Schwarz    |      |
| 18    | MED   | Håkan Mild        |      |
| 8     | MED   | Klas Ingesson     |      |
| 10    | DEL   | Martin Dahlin     | 107' |
| 19    | DEL   | Kennet Andersson  |      |
| D. T. | D. T. | Tommy Svensson    |      |

| 15 | MED | Basarab Panduru | 84' |

| 14 | DEF | Pontus Kåmark  | 84'  |
| 7  | DEL | Henrik Larsson | 107' |

| 88' · 101' | Florin Răducioiu | 1:1 2:1 |

| 78' · 115' | Tomas Brolin Kennet Andersson | 0:1 2:2 |

| 1-0 2-1 3-1 3-2 4-3 4-4 | Florin Răducioiu Gheorghe Hagi Ioan Lupescu Ilie Dumitrescu Miodrag Belodedici | Acierto de penal · Acierto de penal · Acierto de penal · Fallo de penal · Acierto de penal · Fallo de penal |

| 1-0 2-1 3-2 3-3 4-4 4-5 | Håkan Mild Kennet Andersson Tomas Brolin Klas Ingesson Roland Nilsson Henrik Larsson | Fallo de penal · Acierto de penal · Acierto de penal · Acierto de penal · Acierto de penal · Acierto de penal |

| 21' · 34' · 108' | Gheorghe Popescu Tibor Selymes Basarab Panduru |

| 7' · 43' | Klas Ingesson Stefan Schwarz |

| 101' | Stefan Schwarz |

| Principal  | Philip Don    |
| Asistentes | Roy Pearson   |
|            | Hae-Yong Park |
| Cuarto     | Joel Quiniou  |

| 1     | POR   | Florin Prunea      |     |
| 2     | DEF   | Dan Petrescu       |     |
| 3     | DEF   | Daniel Prodan      |     |
| 4     | DEF   | Miodrag Belodedici |     |
| 13    | DEF   | Tibor Selymes      |     |
| 5     | MED   | Ioan Lupescu       |     |
| 6     | MED   | Gheorghe Popescu   |     |
| 7     | MED   | Dorinel Munteanu   | 84' |
| 10    | MED   | Gheorghe Hagi      |     |
| 11    | MED   | Ilie Dumitrescu    |     |
| 9     | DEL   | Florin Răducioiu   |     |
| D. T. | D. T. | Anghel Iordănescu  |     |

| 1     | POR   | Thomas Ravelli    |      |
| 2     | DEF   | Roland Nilsson    |      |
| 3     | DEF   | Patrik Andersson  |      |
| 4     | DEF   | Joachim Björklund | 84'  |
| 5     | DEF   | Roger Ljung       |      |
| 11    | MED   | Tomas Brolin      |      |
| 6     | MED   | Stefan Schwarz    |      |
| 18    | MED   | Håkan Mild        |      |
| 8     | MED   | Klas Ingesson     |      |
| 10    | DEL   | Martin Dahlin     | 107' |
| 19    | DEL   | Kennet Andersson  |      |
| D. T. | D. T. | Tommy Svensson    |      |

| 15 | MED | Basarab Panduru | 84' |

| 14 | DEF | Pontus Kåmark  | 84'  |
| 7  | DEL | Henrik Larsson | 107' |

| 88' · 101' | Florin Răducioiu | 1:1 2:1 |

| 78' · 115' | Tomas Brolin Kennet Andersson | 0:1 2:2 |

| 1-0 2-1 3-1 3-2 4-3 4-4 | Florin Răducioiu Gheorghe Hagi Ioan Lupescu Ilie Dumitrescu Miodrag Belodedici | Acierto de penal · Acierto de penal · Acierto de penal · Fallo de penal · Acierto de penal · Fallo de penal |

| 1-0 2-1 3-2 3-3 4-4 4-5 | Håkan Mild Kennet Andersson Tomas Brolin Klas Ingesson Roland Nilsson Henrik Larsson | Fallo de penal · Acierto de penal · Acierto de penal · Acierto de penal · Acierto de penal · Acierto de penal |

| 21' · 34' · 108' | Gheorghe Popescu Tibor Selymes Basarab Panduru |

| 7' · 43' | Klas Ingesson Stefan Schwarz |

| 101' | Stefan Schwarz |

| Principal  | Philip Don    |
| Asistentes | Roy Pearson   |
|            | Hae-Yong Park |
| Cuarto     | Joel Quiniou  |

| 1     | POR   | Florin Prunea      |     |
| 2     | DEF   | Dan Petrescu       |     |
| 3     | DEF   | Daniel Prodan      |     |
| 4     | DEF   | Miodrag Belodedici |     |
| 13    | DEF   | Tibor Selymes      |     |
| 5     | MED   | Ioan Lupescu       |     |
| 6     | MED   | Gheorghe Popescu   |     |
| 7     | MED   | Dorinel Munteanu   | 84' |
| 10    | MED   | Gheorghe Hagi      |     |
| 11    | MED   | Ilie Dumitrescu    |     |
| 9     | DEL   | Florin Răducioiu   |     |
| D. T. | D. T. | Anghel Iordănescu  |     |

| 1     | POR   | Thomas Ravelli    |      |
| 2     | DEF   | Roland Nilsson    |      |
| 3     | DEF   | Patrik Andersson  |      |
| 4     | DEF   | Joachim Björklund | 84'  |
| 5     | DEF   | Roger Ljung       |      |
| 11    | MED   | Tomas Brolin      |      |
| 6     | MED   | Stefan Schwarz    |      |
| 18    | MED   | Håkan Mild        |      |
| 8     | MED   | Klas Ingesson     |      |
| 10    | DEL   | Martin Dahlin     | 107' |
| 19    | DEL   | Kennet Andersson  |      |
| D. T. | D. T. | Tommy Svensson    |      |

| 15 | MED | Basarab Panduru | 84' |

| 14 | DEF | Pontus Kåmark  | 84'  |
| 7  | DEL | Henrik Larsson | 107' |

| 88' · 101' | Florin Răducioiu | 1:1 2:1 |

| 78' · 115' | Tomas Brolin Kennet Andersson | 0:1 2:2 |

| 1-0 2-1 3-1 3-2 4-3 4-4 | Florin Răducioiu Gheorghe Hagi Ioan Lupescu Ilie Dumitrescu Miodrag Belodedici | Acierto de penal · Acierto de penal · Acierto de penal · Fallo de penal · Acierto de penal · Fallo de penal |

| 1-0 2-1 3-2 3-3 4-4 4-5 | Håkan Mild Kennet Andersson Tomas Brolin Klas Ingesson Roland Nilsson Henrik Larsson | Fallo de penal · Acierto de penal · Acierto de penal · Acierto de penal · Acierto de penal · Acierto de penal |

| 21' · 34' · 108' | Gheorghe Popescu Tibor Selymes Basarab Panduru |

| 7' · 43' | Klas Ingesson Stefan Schwarz |

| 101' | Stefan Schwarz |

| Principal  | Philip Don    |
| Asistentes | Roy Pearson   |
|            | Hae-Yong Park |
| Cuarto     | Joel Quiniou  |

| 1     | POR   | Florin Prunea      |     |
| 2     | DEF   | Dan Petrescu       |     |
| 3     | DEF   | Daniel Prodan      |     |
| 4     | DEF   | Miodrag Belodedici |     |
| 13    | DEF   | Tibor Selymes      |     |
| 5     | MED   | Ioan Lupescu       |     |
| 6     | MED   | Gheorghe Popescu   |     |
| 7     | MED   | Dorinel Munteanu   | 84' |
| 10    | MED   | Gheorghe Hagi      |     |
| 11    | MED   | Ilie Dumitrescu    |     |
| 9     | DEL   | Florin Răducioiu   |     |
| D. T. | D. T. | Anghel Iordănescu  |     |

| 1     | POR   | Thomas Ravelli    |      |
| 2     | DEF   | Roland Nilsson    |      |
| 3     | DEF   | Patrik Andersson  |      |
| 4     | DEF   | Joachim Björklund | 84'  |
| 5     | DEF   | Roger Ljung       |      |
| 11    | MED   | Tomas Brolin      |      |
| 6     | MED   | Stefan Schwarz    |      |
| 18    | MED   | Håkan Mild        |      |
| 8     | MED   | Klas Ingesson     |      |
| 10    | DEL   | Martin Dahlin     | 107' |
| 19    | DEL   | Kennet Andersson  |      |
| D. T. | D. T. | Tommy Svensson    |      |

| 15 | MED | Basarab Panduru | 84' |

| 14 | DEF | Pontus Kåmark  | 84'  |
| 7  | DEL | Henrik Larsson | 107' |

| 88' · 101' | Florin Răducioiu | 1:1 2:1 |

| 78' · 115' | Tomas Brolin Kennet Andersson | 0:1 2:2 |

| 1-0 2-1 3-1 3-2 4-3 4-4 | Florin Răducioiu Gheorghe Hagi Ioan Lupescu Ilie Dumitrescu Miodrag Belodedici | Acierto de penal · Acierto de penal · Acierto de penal · Fallo de penal · Acierto de penal · Fallo de penal |

| 1-0 2-1 3-2 3-3 4-4 4-5 | Håkan Mild Kennet Andersson Tomas Brolin Klas Ingesson Roland Nilsson Henrik Larsson | Fallo de penal · Acierto de penal · Acierto de penal · Acierto de penal · Acierto de penal · Acierto de penal |

| 21' · 34' · 108' | Gheorghe Popescu Tibor Selymes Basarab Panduru |

| 7' · 43' | Klas Ingesson Stefan Schwarz |

| 101' | Stefan Schwarz |

| Principal  | Philip Don    |
| Asistentes | Roy Pearson   |
|            | Hae-Yong Park |
| Cuarto     | Joel Quiniou  |

## Semifinales

### Bulgaria vs. Italia
| 1     | POR   | Borislav Mikhailov |     |
| 3     | DEF   | Trifon Ivanov      |     |
| 4     | DEF   | Tsanko Tsvetanov   |     |
| 5     | DEF   | Petar Houbchev     |     |
| 16    | DEF   | Ilian Kiriakov     |     |
| 6     | MED   | Zlatko Yankov      |     |
| 9     | MED   | Yordan Letchkov    |     |
| 10    | MED   | Nasko Sirakov      |     |
| 20    | MED   | Krassimir Balakov  | 79' |
| 7     | DEL   | Emil Kostadinov    | 72' |
| 8     | DEL   | Hristo Stoichkov   |     |
| D. T. | D. T. | Dimitar Penev      |     |

| 1     | POR   | Gianluca Pagliuca     |     |
| 3     | DEF   | Antonio Benarrivo     |     |
| 4     | DEF   | Alessandro Costacurta |     |
| 5     | DEF   | Paolo Maldini         |     |
| 8     | DEF   | Roberto Mussi         |     |
| 11    | MED   | Demetrio Albertini    |     |
| 13    | MED   | Dino Baggio           | 56' |
| 14    | MED   | Nicola Berti          |     |
| 16    | MED   | Roberto Donadoni      |     |
| 10    | DEL   | Roberto Baggio        | 71' |
| 18    | DEL   | Pierluigi Casiraghi   |     |
| D. T. | D. T. | Arrigo Sacchi         |     |

| 13 | DEL | Ivaylo Yordanov   | 72' |
| 14 | DEL | Bontcho Guentchev | 79' |

| 15 | MED | Antonio Conte    | 56' |
| 20 | DEL | Giuseppe Signori | 71' |

| 44' | Hristo Stoichkov | 1:1 |

| 5' · 19' | Roberto Baggio | 0:1 1:2 |

| 52' · 65' · 83' | Emil Kostadinov Yordan Letchkov Zlatko Yankov |

| 61' · 80' | Alessandro Costacurta Demetrio Albertini |

| Principal  | Joël Quiniou                 |
| Asistentes | Carl-Johan Meyer Christensen |
|            | Roy Pearson                  |
| Cuarto     | Philip Don                   |

| 1     | POR   | Borislav Mikhailov |     |
| 3     | DEF   | Trifon Ivanov      |     |
| 4     | DEF   | Tsanko Tsvetanov   |     |
| 5     | DEF   | Petar Houbchev     |     |
| 16    | DEF   | Ilian Kiriakov     |     |
| 6     | MED   | Zlatko Yankov      |     |
| 9     | MED   | Yordan Letchkov    |     |
| 10    | MED   | Nasko Sirakov      |     |
| 20    | MED   | Krassimir Balakov  | 79' |
| 7     | DEL   | Emil Kostadinov    | 72' |
| 8     | DEL   | Hristo Stoichkov   |     |
| D. T. | D. T. | Dimitar Penev      |     |

| 1     | POR   | Gianluca Pagliuca     |     |
| 3     | DEF   | Antonio Benarrivo     |     |
| 4     | DEF   | Alessandro Costacurta |     |
| 5     | DEF   | Paolo Maldini         |     |
| 8     | DEF   | Roberto Mussi         |     |
| 11    | MED   | Demetrio Albertini    |     |
| 13    | MED   | Dino Baggio           | 56' |
| 14    | MED   | Nicola Berti          |     |
| 16    | MED   | Roberto Donadoni      |     |
| 10    | DEL   | Roberto Baggio        | 71' |
| 18    | DEL   | Pierluigi Casiraghi   |     |
| D. T. | D. T. | Arrigo Sacchi         |     |

| 13 | DEL | Ivaylo Yordanov   | 72' |
| 14 | DEL | Bontcho Guentchev | 79' |

| 15 | MED | Antonio Conte    | 56' |
| 20 | DEL | Giuseppe Signori | 71' |

| 44' | Hristo Stoichkov | 1:1 |

| 5' · 19' | Roberto Baggio | 0:1 1:2 |

| 52' · 65' · 83' | Emil Kostadinov Yordan Letchkov Zlatko Yankov |

| 61' · 80' | Alessandro Costacurta Demetrio Albertini |

| Principal  | Joël Quiniou                 |
| Asistentes | Carl-Johan Meyer Christensen |
|            | Roy Pearson                  |
| Cuarto     | Philip Don                   |

| 1     | POR   | Borislav Mikhailov |     |
| 3     | DEF   | Trifon Ivanov      |     |
| 4     | DEF   | Tsanko Tsvetanov   |     |
| 5     | DEF   | Petar Houbchev     |     |
| 16    | DEF   | Ilian Kiriakov     |     |
| 6     | MED   | Zlatko Yankov      |     |
| 9     | MED   | Yordan Letchkov    |     |
| 10    | MED   | Nasko Sirakov      |     |
| 20    | MED   | Krassimir Balakov  | 79' |
| 7     | DEL   | Emil Kostadinov    | 72' |
| 8     | DEL   | Hristo Stoichkov   |     |
| D. T. | D. T. | Dimitar Penev      |     |

| 1     | POR   | Gianluca Pagliuca     |     |
| 3     | DEF   | Antonio Benarrivo     |     |
| 4     | DEF   | Alessandro Costacurta |     |
| 5     | DEF   | Paolo Maldini         |     |
| 8     | DEF   | Roberto Mussi         |     |
| 11    | MED   | Demetrio Albertini    |     |
| 13    | MED   | Dino Baggio           | 56' |
| 14    | MED   | Nicola Berti          |     |
| 16    | MED   | Roberto Donadoni      |     |
| 10    | DEL   | Roberto Baggio        | 71' |
| 18    | DEL   | Pierluigi Casiraghi   |     |
| D. T. | D. T. | Arrigo Sacchi         |     |

| 13 | DEL | Ivaylo Yordanov   | 72' |
| 14 | DEL | Bontcho Guentchev | 79' |

| 15 | MED | Antonio Conte    | 56' |
| 20 | DEL | Giuseppe Signori | 71' |

| 44' | Hristo Stoichkov | 1:1 |

| 5' · 19' | Roberto Baggio | 0:1 1:2 |

| 52' · 65' · 83' | Emil Kostadinov Yordan Letchkov Zlatko Yankov |

| 61' · 80' | Alessandro Costacurta Demetrio Albertini |

| Principal  | Joël Quiniou                 |
| Asistentes | Carl-Johan Meyer Christensen |
|            | Roy Pearson                  |
| Cuarto     | Philip Don                   |

| 1     | POR   | Borislav Mikhailov |     |
| 3     | DEF   | Trifon Ivanov      |     |
| 4     | DEF   | Tsanko Tsvetanov   |     |
| 5     | DEF   | Petar Houbchev     |     |
| 16    | DEF   | Ilian Kiriakov     |     |
| 6     | MED   | Zlatko Yankov      |     |
| 9     | MED   | Yordan Letchkov    |     |
| 10    | MED   | Nasko Sirakov      |     |
| 20    | MED   | Krassimir Balakov  | 79' |
| 7     | DEL   | Emil Kostadinov    | 72' |
| 8     | DEL   | Hristo Stoichkov   |     |
| D. T. | D. T. | Dimitar Penev      |     |

| 1     | POR   | Gianluca Pagliuca     |     |
| 3     | DEF   | Antonio Benarrivo     |     |
| 4     | DEF   | Alessandro Costacurta |     |
| 5     | DEF   | Paolo Maldini         |     |
| 8     | DEF   | Roberto Mussi         |     |
| 11    | MED   | Demetrio Albertini    |     |
| 13    | MED   | Dino Baggio           | 56' |
| 14    | MED   | Nicola Berti          |     |
| 16    | MED   | Roberto Donadoni      |     |
| 10    | DEL   | Roberto Baggio        | 71' |
| 18    | DEL   | Pierluigi Casiraghi   |     |
| D. T. | D. T. | Arrigo Sacchi         |     |

| 13 | DEL | Ivaylo Yordanov   | 72' |
| 14 | DEL | Bontcho Guentchev | 79' |

| 15 | MED | Antonio Conte    | 56' |
| 20 | DEL | Giuseppe Signori | 71' |

| 44' | Hristo Stoichkov | 1:1 |

| 5' · 19' | Roberto Baggio | 0:1 1:2 |

| 52' · 65' · 83' | Emil Kostadinov Yordan Letchkov Zlatko Yankov |

| 61' · 80' | Alessandro Costacurta Demetrio Albertini |

| Principal  | Joël Quiniou                 |
| Asistentes | Carl-Johan Meyer Christensen |
|            | Roy Pearson                  |
| Cuarto     | Philip Don                   |

### Suecia vs. Brasil
| 1     | POR   | Thomas Ravelli    |     |
| 2     | DEF   | Roland Nilsson    |     |
| 3     | DEF   | Patrik Andersson  |     |
| 4     | DEF   | Joachim Björklund |     |
| 5     | DEF   | Roger Ljung       |     |
| 11    | MED   | Tomas Brolin      |     |
| 18    | MED   | Håkan Mild        |     |
| 9     | MED   | Jonas Thern       |     |
| 8     | MED   | Klas Ingesson     |     |
| 10    | DEL   | Martin Dahlin     | 68' |
| 19    | DEL   | Kennet Andersson  |     |
| D. T. | D. T. | Tommy Svensson    |     |

| 1     | POR   | Cláudio Taffarel        |     |
| 2     | DEF   | Jorginho                |     |
| 6     | DEF   | Branco                  |     |
| 13    | DEF   | Aldair                  |     |
| 15    | DEF   | Márcio Santos           |     |
| 5     | MED   | Mauro Silva             |     |
| 8     | MED   | Dunga                   |     |
| 9     | MED   | Zinho                   |     |
| 17    | MED   | Mazinho                 | 45' |
| 7     | DEL   | Bebeto                  |     |
| 11    | DEL   | Romário                 |     |
| D. T. | D. T. | Carlos Alberto Parreira |     |

| 17 | MED | Stefan Rehn | 68' |

| 10 | MED | Raí | 45' |

| 5' | Romário | 0:1 |

| 29' · 86' | Roger Ljung Tomas Brolin |

| 3' | Zinho |

| 63' | Jonas Thern |

| Principal  | José Torres Cadena       |
| Asistentes | Sandor Marton            |
|            | Luc Matthys              |
| Cuarto     | Francisco Oscar Lamolina |

| 1     | POR   | Thomas Ravelli    |     |
| 2     | DEF   | Roland Nilsson    |     |
| 3     | DEF   | Patrik Andersson  |     |
| 4     | DEF   | Joachim Björklund |     |
| 5     | DEF   | Roger Ljung       |     |
| 11    | MED   | Tomas Brolin      |     |
| 18    | MED   | Håkan Mild        |     |
| 9     | MED   | Jonas Thern       |     |
| 8     | MED   | Klas Ingesson     |     |
| 10    | DEL   | Martin Dahlin     | 68' |
| 19    | DEL   | Kennet Andersson  |     |
| D. T. | D. T. | Tommy Svensson    |     |

| 1     | POR   | Cláudio Taffarel        |     |
| 2     | DEF   | Jorginho                |     |
| 6     | DEF   | Branco                  |     |
| 13    | DEF   | Aldair                  |     |
| 15    | DEF   | Márcio Santos           |     |
| 5     | MED   | Mauro Silva             |     |
| 8     | MED   | Dunga                   |     |
| 9     | MED   | Zinho                   |     |
| 17    | MED   | Mazinho                 | 45' |
| 7     | DEL   | Bebeto                  |     |
| 11    | DEL   | Romário                 |     |
| D. T. | D. T. | Carlos Alberto Parreira |     |

| 17 | MED | Stefan Rehn | 68' |

| 10 | MED | Raí | 45' |

| 5' | Romário | 0:1 |

| 29' · 86' | Roger Ljung Tomas Brolin |

| 3' | Zinho |

| 63' | Jonas Thern |

| Principal  | José Torres Cadena       |
| Asistentes | Sandor Marton            |
|            | Luc Matthys              |
| Cuarto     | Francisco Oscar Lamolina |

| 1     | POR   | Thomas Ravelli    |     |
| 2     | DEF   | Roland Nilsson    |     |
| 3     | DEF   | Patrik Andersson  |     |
| 4     | DEF   | Joachim Björklund |     |
| 5     | DEF   | Roger Ljung       |     |
| 11    | MED   | Tomas Brolin      |     |
| 18    | MED   | Håkan Mild        |     |
| 9     | MED   | Jonas Thern       |     |
| 8     | MED   | Klas Ingesson     |     |
| 10    | DEL   | Martin Dahlin     | 68' |
| 19    | DEL   | Kennet Andersson  |     |
| D. T. | D. T. | Tommy Svensson    |     |

| 1     | POR   | Cláudio Taffarel        |     |
| 2     | DEF   | Jorginho                |     |
| 6     | DEF   | Branco                  |     |
| 13    | DEF   | Aldair                  |     |
| 15    | DEF   | Márcio Santos           |     |
| 5     | MED   | Mauro Silva             |     |
| 8     | MED   | Dunga                   |     |
| 9     | MED   | Zinho                   |     |
| 17    | MED   | Mazinho                 | 45' |
| 7     | DEL   | Bebeto                  |     |
| 11    | DEL   | Romário                 |     |
| D. T. | D. T. | Carlos Alberto Parreira |     |

| 17 | MED | Stefan Rehn | 68' |

| 10 | MED | Raí | 45' |

| 5' | Romário | 0:1 |

| 29' · 86' | Roger Ljung Tomas Brolin |

| 3' | Zinho |

| 63' | Jonas Thern |

| Principal  | José Torres Cadena       |
| Asistentes | Sandor Marton            |
|            | Luc Matthys              |
| Cuarto     | Francisco Oscar Lamolina |

| 1     | POR   | Thomas Ravelli    |     |
| 2     | DEF   | Roland Nilsson    |     |
| 3     | DEF   | Patrik Andersson  |     |
| 4     | DEF   | Joachim Björklund |     |
| 5     | DEF   | Roger Ljung       |     |
| 11    | MED   | Tomas Brolin      |     |
| 18    | MED   | Håkan Mild        |     |
| 9     | MED   | Jonas Thern       |     |
| 8     | MED   | Klas Ingesson     |     |
| 10    | DEL   | Martin Dahlin     | 68' |
| 19    | DEL   | Kennet Andersson  |     |
| D. T. | D. T. | Tommy Svensson    |     |

| 1     | POR   | Cláudio Taffarel        |     |
| 2     | DEF   | Jorginho                |     |
| 6     | DEF   | Branco                  |     |
| 13    | DEF   | Aldair                  |     |
| 15    | DEF   | Márcio Santos           |     |
| 5     | MED   | Mauro Silva             |     |
| 8     | MED   | Dunga                   |     |
| 9     | MED   | Zinho                   |     |
| 17    | MED   | Mazinho                 | 45' |
| 7     | DEL   | Bebeto                  |     |
| 11    | DEL   | Romário                 |     |
| D. T. | D. T. | Carlos Alberto Parreira |     |

| 17 | MED | Stefan Rehn | 68' |

| 10 | MED | Raí | 45' |

| 5' | Romário | 0:1 |

| 29' · 86' | Roger Ljung Tomas Brolin |

| 3' | Zinho |

| 63' | Jonas Thern |

| Principal  | José Torres Cadena       |
| Asistentes | Sandor Marton            |
|            | Luc Matthys              |
| Cuarto     | Francisco Oscar Lamolina |

## Definición por el tercer lugar
| 1     | POR   | Thomas Ravelli    |     |
| 2     | DEF   | Roland Nilsson    |     |
| 3     | DEF   | Patrik Andersson  |     |
| 4     | DEF   | Joachim Björklund |     |
| 14    | DEF   | Pontus Kåmark     |     |
| 11    | MED   | Tomas Brolin      |     |
| 6     | MED   | Stefan Schwarz    |     |
| 18    | MED   | Håkan Mild        |     |
| 8     | MED   | Klas Ingesson     |     |
| 7     | DEL   | Henrik Larsson    | 79' |
| 19    | DEL   | Kennet Andersson  |     |
| D. T. | D. T. | Tommy Svensson    |     |

| 1     | POR   | Borislav Mikhailov | 45' |
| 3     | DEF   | Trifon Ivanov      | 42' |
| 4     | DEF   | Tsanko Tsvetanov   |     |
| 5     | DEF   | Petar Houbchev     |     |
| 16    | DEF   | Ilian Kiriakov     |     |
| 6     | MED   | Zlatko Yankov      |     |
| 9     | MED   | Yordan Letchkov    |     |
| 10    | MED   | Nasko Sirakov      | 45' |
| 20    | MED   | Krassimir Balakov  |     |
| 7     | DEL   | Emil Kostadinov    |     |
| 8     | DEL   | Hristo Stoichkov   |     |
| D. T. | D. T. | Dimitar Penev      |     |

| 16 | MED | Anders Limpar | 79' |

| 2  | DEF | Emil Kremenliev | 42' |
| 12 | POR | Plamen Nikolov  | 45' |
| 13 | DEL | Ivaylo Yordanov | 45' |

| 8' · 30' · 37' · 40' | Tomas Brolin Håkan Mild Henrik Larsson Kennet Andersson | 1:0 2:0 3:0 4:0 |

| 82' | Kennet Andersson |

| 70' | Zlatko Yankov |

| Principal  | Ali Bujsaim              |
| Asistentes | El Jilali Mohamed Rharib |
|            | Ernesto Taibi            |
| Cuarto     | Neji Jouini              |

| 1     | POR   | Thomas Ravelli    |     |
| 2     | DEF   | Roland Nilsson    |     |
| 3     | DEF   | Patrik Andersson  |     |
| 4     | DEF   | Joachim Björklund |     |
| 14    | DEF   | Pontus Kåmark     |     |
| 11    | MED   | Tomas Brolin      |     |
| 6     | MED   | Stefan Schwarz    |     |
| 18    | MED   | Håkan Mild        |     |
| 8     | MED   | Klas Ingesson     |     |
| 7     | DEL   | Henrik Larsson    | 79' |
| 19    | DEL   | Kennet Andersson  |     |
| D. T. | D. T. | Tommy Svensson    |     |

| 1     | POR   | Borislav Mikhailov | 45' |
| 3     | DEF   | Trifon Ivanov      | 42' |
| 4     | DEF   | Tsanko Tsvetanov   |     |
| 5     | DEF   | Petar Houbchev     |     |
| 16    | DEF   | Ilian Kiriakov     |     |
| 6     | MED   | Zlatko Yankov      |     |
| 9     | MED   | Yordan Letchkov    |     |
| 10    | MED   | Nasko Sirakov      | 45' |
| 20    | MED   | Krassimir Balakov  |     |
| 7     | DEL   | Emil Kostadinov    |     |
| 8     | DEL   | Hristo Stoichkov   |     |
| D. T. | D. T. | Dimitar Penev      |     |

| 16 | MED | Anders Limpar | 79' |

| 2  | DEF | Emil Kremenliev | 42' |
| 12 | POR | Plamen Nikolov  | 45' |
| 13 | DEL | Ivaylo Yordanov | 45' |

| 8' · 30' · 37' · 40' | Tomas Brolin Håkan Mild Henrik Larsson Kennet Andersson | 1:0 2:0 3:0 4:0 |

| 82' | Kennet Andersson |

| 70' | Zlatko Yankov |

| Principal  | Ali Bujsaim              |
| Asistentes | El Jilali Mohamed Rharib |
|            | Ernesto Taibi            |
| Cuarto     | Neji Jouini              |

| 1     | POR   | Thomas Ravelli    |     |
| 2     | DEF   | Roland Nilsson    |     |
| 3     | DEF   | Patrik Andersson  |     |
| 4     | DEF   | Joachim Björklund |     |
| 14    | DEF   | Pontus Kåmark     |     |
| 11    | MED   | Tomas Brolin      |     |
| 6     | MED   | Stefan Schwarz    |     |
| 18    | MED   | Håkan Mild        |     |
| 8     | MED   | Klas Ingesson     |     |
| 7     | DEL   | Henrik Larsson    | 79' |
| 19    | DEL   | Kennet Andersson  |     |
| D. T. | D. T. | Tommy Svensson    |     |

| 1     | POR   | Borislav Mikhailov | 45' |
| 3     | DEF   | Trifon Ivanov      | 42' |
| 4     | DEF   | Tsanko Tsvetanov   |     |
| 5     | DEF   | Petar Houbchev     |     |
| 16    | DEF   | Ilian Kiriakov     |     |
| 6     | MED   | Zlatko Yankov      |     |
| 9     | MED   | Yordan Letchkov    |     |
| 10    | MED   | Nasko Sirakov      | 45' |
| 20    | MED   | Krassimir Balakov  |     |
| 7     | DEL   | Emil Kostadinov    |     |
| 8     | DEL   | Hristo Stoichkov   |     |
| D. T. | D. T. | Dimitar Penev      |     |

| 16 | MED | Anders Limpar | 79' |

| 2  | DEF | Emil Kremenliev | 42' |
| 12 | POR | Plamen Nikolov  | 45' |
| 13 | DEL | Ivaylo Yordanov | 45' |

| 8' · 30' · 37' · 40' | Tomas Brolin Håkan Mild Henrik Larsson Kennet Andersson | 1:0 2:0 3:0 4:0 |

| 82' | Kennet Andersson |

| 70' | Zlatko Yankov |

| Principal  | Ali Bujsaim              |
| Asistentes | El Jilali Mohamed Rharib |
|            | Ernesto Taibi            |
| Cuarto     | Neji Jouini              |

| 1     | POR   | Thomas Ravelli    |     |
| 2     | DEF   | Roland Nilsson    |     |
| 3     | DEF   | Patrik Andersson  |     |
| 4     | DEF   | Joachim Björklund |     |
| 14    | DEF   | Pontus Kåmark     |     |
| 11    | MED   | Tomas Brolin      |     |
| 6     | MED   | Stefan Schwarz    |     |
| 18    | MED   | Håkan Mild        |     |
| 8     | MED   | Klas Ingesson     |     |
| 7     | DEL   | Henrik Larsson    | 79' |
| 19    | DEL   | Kennet Andersson  |     |
| D. T. | D. T. | Tommy Svensson    |     |

| 1     | POR   | Borislav Mikhailov | 45' |
| 3     | DEF   | Trifon Ivanov      | 42' |
| 4     | DEF   | Tsanko Tsvetanov   |     |
| 5     | DEF   | Petar Houbchev     |     |
| 16    | DEF   | Ilian Kiriakov     |     |
| 6     | MED   | Zlatko Yankov      |     |
| 9     | MED   | Yordan Letchkov    |     |
| 10    | MED   | Nasko Sirakov      | 45' |
| 20    | MED   | Krassimir Balakov  |     |
| 7     | DEL   | Emil Kostadinov    |     |
| 8     | DEL   | Hristo Stoichkov   |     |
| D. T. | D. T. | Dimitar Penev      |     |

| 16 | MED | Anders Limpar | 79' |

| 2  | DEF | Emil Kremenliev | 42' |
| 12 | POR | Plamen Nikolov  | 45' |
| 13 | DEL | Ivaylo Yordanov | 45' |

| 8' · 30' · 37' · 40' | Tomas Brolin Håkan Mild Henrik Larsson Kennet Andersson | 1:0 2:0 3:0 4:0 |

| 82' | Kennet Andersson |

| 70' | Zlatko Yankov |

| Principal  | Ali Bujsaim              |
| Asistentes | El Jilali Mohamed Rharib |
|            | Ernesto Taibi            |
| Cuarto     | Neji Jouini              |

## Final
| 1          | POR        | Claudio Taffarel        |      |
| 2          | DEF        | Jorginho                | 21'  |
| 6          | DEF        | Branco                  |      |
| 13         | DEF        | Aldair                  |      |
| 15         | DEF        | Márcio Santos           |      |
| 5          | MED        | Mauro Silva             |      |
| 8          | MED        | Dunga                   |      |
| 9          | MED        | Zinho                   | 106' |
| 17         | MED        | Mazinho                 |      |
| 7          | DEL        | Bebeto                  |      |
| 11         | DEL        | Romário                 |      |
| Entrenador | Entrenador | Carlos Alberto Parreira |      |

| 1          | POR        | Gianluca Pagliuca  |     |
| 3          | DEF        | Antonio Benarrivo  |     |
| 5          | DEF        | Paolo Maldini      |     |
| 6          | DEF        | Franco Baresi      |     |
| 8          | DEF        | Roberto Mussi      | 34' |
| 11         | MED        | Demetrio Albertini |     |
| 14         | MED        | Nicola Berti       |     |
| 16         | MED        | Roberto Donadoni   |     |
| 13         | MED        | Dino Baggio        | 95' |
| 19         | DEL        | Daniele Massaro    |     |
| 10         | DEL        | Roberto Baggio     |     |
| Entrenador | Entrenador | Arrigo Sacchi      |     |

| 14 | DEF | Cafú  | 21'  |
| 21 | MED | Viola | 106' |

| 2  | DEF | Luigi Apolloni | 34' |
| 17 | MED | Alberigo Evani | 95' |

|               |                          | 0:0 | Fallo de penal (Fallado) | Franco Baresi      |
| Márcio Santos | Fallo de penal (Atajado) | 0:0 |                          |                    |
|               |                          | 0:1 | Acierto de penal         | Demetrio Albertini |
| Romário       | Acierto de penal         | 1:1 |                          |                    |
|               |                          | 1:2 | Acierto de penal         | Alberigo Evani     |
| Branco        | Acierto de penal         | 2:2 |                          |                    |
|               |                          | 2:2 | Fallo de penal (Atajado) | Daniele Massaro    |
| Dunga         | Acierto de penal         | 3:2 |                          |                    |
|               |                          | 3:2 | Fallo de penal (Fallado) | Roberto Baggio     |

| Amonestado | 4'  | Mazinho |
| Amonestado | 83' | Cafú    |

| Amonestado | 41' | Luigi Apolloni |
| Amonestado | 42' | Alberigo Evani |

| Árbitro             | Sandor Puhl                |
| Árbitros asistentes | Venancio Concepción Zarate |
| Árbitros asistentes | Davoud Fanei               |
| Cuarto árbitro      | Francisco Oscar Lamolina   |

| 1          | POR        | Claudio Taffarel        |      |
| 2          | DEF        | Jorginho                | 21'  |
| 6          | DEF        | Branco                  |      |
| 13         | DEF        | Aldair                  |      |
| 15         | DEF        | Márcio Santos           |      |
| 5          | MED        | Mauro Silva             |      |
| 8          | MED        | Dunga                   |      |
| 9          | MED        | Zinho                   | 106' |
| 17         | MED        | Mazinho                 |      |
| 7          | DEL        | Bebeto                  |      |
| 11         | DEL        | Romário                 |      |
| Entrenador | Entrenador | Carlos Alberto Parreira |      |

| 1          | POR        | Gianluca Pagliuca  |     |
| 3          | DEF        | Antonio Benarrivo  |     |
| 5          | DEF        | Paolo Maldini      |     |
| 6          | DEF        | Franco Baresi      |     |
| 8          | DEF        | Roberto Mussi      | 34' |
| 11         | MED        | Demetrio Albertini |     |
| 14         | MED        | Nicola Berti       |     |
| 16         | MED        | Roberto Donadoni   |     |
| 13         | MED        | Dino Baggio        | 95' |
| 19         | DEL        | Daniele Massaro    |     |
| 10         | DEL        | Roberto Baggio     |     |
| Entrenador | Entrenador | Arrigo Sacchi      |     |

| 14 | DEF | Cafú  | 21'  |
| 21 | MED | Viola | 106' |

| 2  | DEF | Luigi Apolloni | 34' |
| 17 | MED | Alberigo Evani | 95' |

|               |                          | 0:0 | Fallo de penal (Fallado) | Franco Baresi      |
| Márcio Santos | Fallo de penal (Atajado) | 0:0 |                          |                    |
|               |                          | 0:1 | Acierto de penal         | Demetrio Albertini |
| Romário       | Acierto de penal         | 1:1 |                          |                    |
|               |                          | 1:2 | Acierto de penal         | Alberigo Evani     |
| Branco        | Acierto de penal         | 2:2 |                          |                    |
|               |                          | 2:2 | Fallo de penal (Atajado) | Daniele Massaro    |
| Dunga         | Acierto de penal         | 3:2 |                          |                    |
|               |                          | 3:2 | Fallo de penal (Fallado) | Roberto Baggio     |

| Amonestado | 4'  | Mazinho |
| Amonestado | 83' | Cafú    |

| Amonestado | 41' | Luigi Apolloni |
| Amonestado | 42' | Alberigo Evani |

| Árbitro             | Sandor Puhl                |
| Árbitros asistentes | Venancio Concepción Zarate |
| Árbitros asistentes | Davoud Fanei               |
| Cuarto árbitro      | Francisco Oscar Lamolina   |

| Bandera de Brasil |
| Campeón Brasil    |
| Cuarto título     |